# Japó
El Japó (en japonès 日本, Nihon o Nippon; oficialment 日本国, Nihon-koku o Nipon-koku o Estat del Japó) és un país insular de l'Àsia Oriental. Localitzat a l'oceà Pacífic, està situat a l'est de la República Popular de Xina, Corea i Rússia, i s'estén des del mar d'Okhotsk al nord, al Mar de la Xina Oriental al sud. Els caràcters kanji que conformen el nom del Japó signifiquen "origen del sol", per la qual cosa, sovint s'identifica al Japó com la "Terra del sol naixent".
El Japó comprèn unes 3.400 illes, de les quals les més grans són Honshu, Hokkaido, Kyushu i Shikoku, les quals representen el 97% de la superfície total del país, sense comptar els cossos d'aigua. La majoria de les illes són muntanyoses o volcàniques; el punt més alt del Japó, el Mont Fuji és un volcà. El Japó és el desé país més poblat del món, amb 128 milions d'habitants estimats el 2007. L'àrea metropolitana de Tòquio, que inclou la ciutat capital de Tòquio i moltes altres prefectures, és la més gran del món, amb més de 30 milions de residents.
Les illes del Japó van estar habitades des del període Paleolític Superior. Les primeres mencions escrites es troben a llibres de la història de la Xina del segle I.
Des de la promulgació de la constitució de 1947, el Japó ha mantingut la seua estructura com a monarquia constitucional unitària, amb un emperador com a cap d'Estat i un parlament electe democràticament. Com a potència econòmica, el Japó té el tercer Producte interior brut més gran del món. És membre de les Nacions Unides, el G8, el G4, i l'APEC. És el quart exportador i el sisè importador més gran del món, i un líder mundial en tecnologia.

## Toponímia
En català, la paraula "Japó" és un exònim que no existeix en la llengua japonesa. Els noms japonesos per al país són Nippon (にっぽん) i Nihon (にほん), i ambdós s'escriuen en kanji com a 日本. El nom japonès de Nippon s'utilitza oficialment i en l'emissió del paper moneda. Nihon és un terme més casual, i el més utilitzat en la parla quotidiana.
Tant Nippon com Nihon signifiquen literalment "l'origen del sol" (日 sol 本 arrel o origen) i per tant sovint es tradueixen com a "país del sol naixent". Aquesta denominació va sorgir a partir de la correspondència imperial amb la dinastia xinesa Sui i fa referència a la posició oriental del Japó amb respecte la Xina.
El nom català del Japó arribà a occident per les rutes de comerç. L'antiga paraula del xinès per al Japó, segons va quedar registrada per Marco Polo era Cipangu. En el xangainès actual (un dialecte xinès wu) la pronunciació dels kanji 日本 és Zeppen. La paraula antiga per al Japó en malaisi és Jepang (en l'ortografia moderna Jepun), un préstec del xinès. Els mercaders portuguesos van trobar aquesta paraula a Malacca el segle XVI, i es pensa que ells serien els primers a portar aquesta denominació a Europa.

## Geografia física
Vegeu també: Vegetació del Japó, i Llista d'illes del Japó

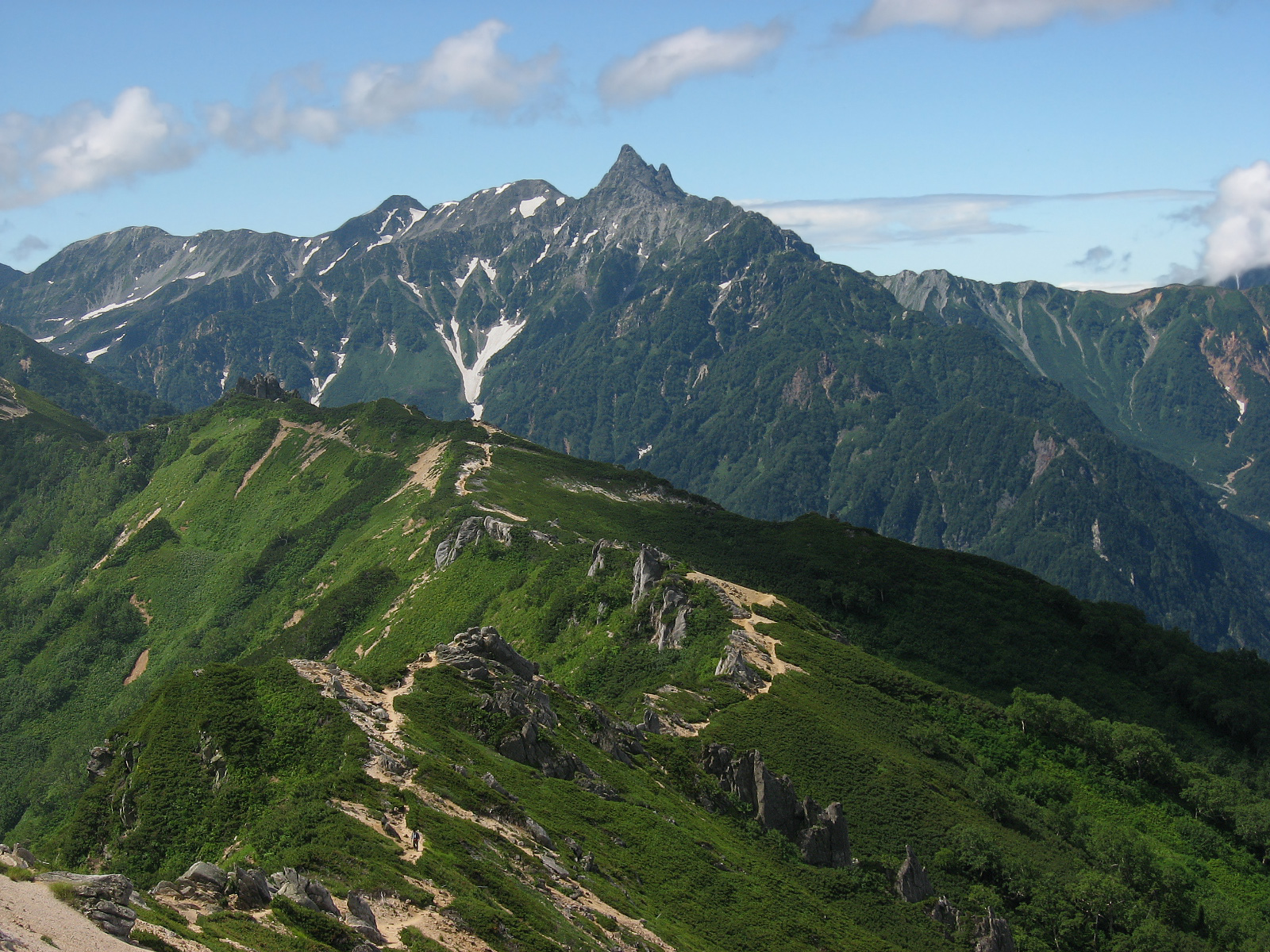
Mont Yarigatake

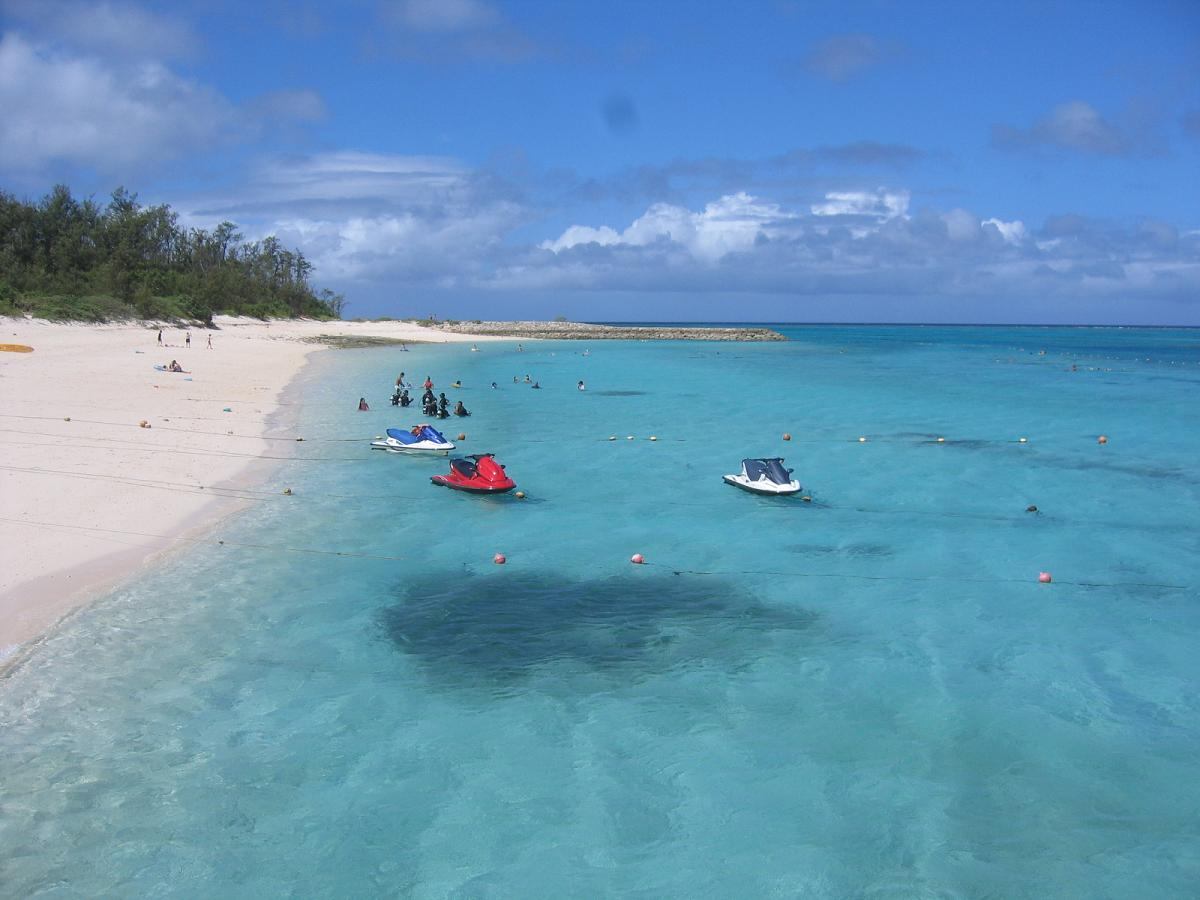
Platja de Minnajima, Okinawa

El Japó és un arxipèlag estratovolcànic compost per 377.835 km2 de terra i 3.091 km2 d'aigua, està conformat per unes 3.400 illes que s'estenen al llarg de la costa asiàtica, en l'oceà Pacífic i en els arxipèlags de Ryukyu, Izu i Ogasawara. Segons el cens de 2005 té 127,55 milions d'habitants. El país està ubicat al nord-nord-est de la Xina i de Taiwan (separat pel mar de la Xina Oriental), a l'est de Corea (separat pel mar del Japó) i al sud de Sibèria, Rússia. Les quatre illes principals, de nord a sud, són Hokkaido, Honshu, Shikoku i Kyushu. L'illa d'Okinawa (600 km al sud-oest de Kyushu) els segueix en magnitud. Prop del 84% del país és muntanyós, cada illa compta amb la seva cadena muntanyosa, la muntanya més alta és el Mont Fuji (Fujisan), de 3.776 m d'alçada, seguida de Kitadake, amb 3.193 m d'alçada. Atès que existeix poc terreny pla, molts turons i vessants són aprofitats en la seva totalitat per al conreu. Com que està situat en una zona de molta activitat volcànica resulten freqüents tremolors de petita magnitud i l'activitat volcànica ocasional. Els terratrèmols destructius ocorren diverses vegades cada segle, resultant sovint en tsunamis.

### Composició i topografia

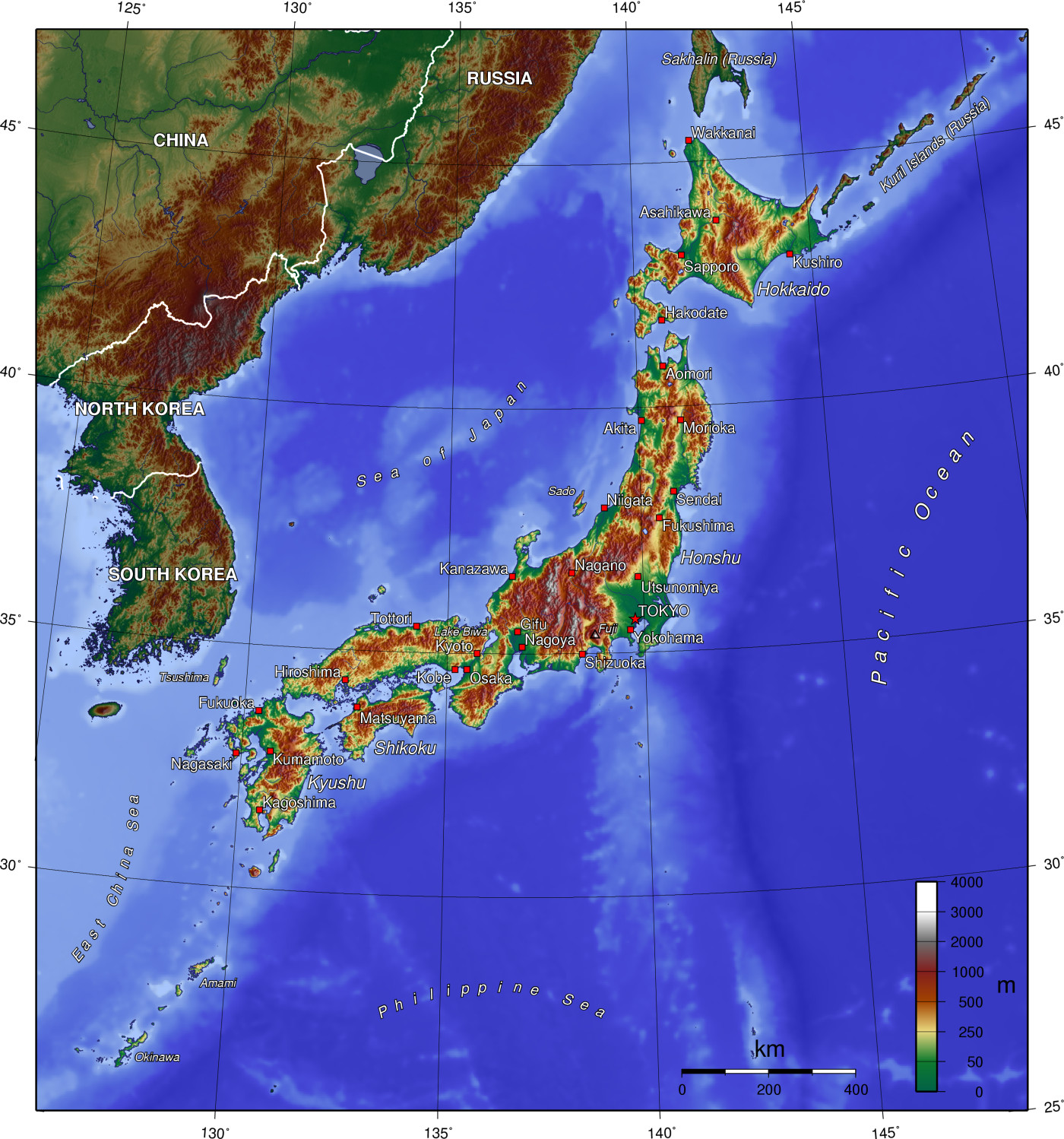
Mapa topogràfic de Japó.

Les illes muntanyoses de l'arxipèlag formen un arc (anomenat arc d'illes)des de les costes de l'est d'Àsia. El territori nacional inclou les petites illes Bonin o Ogasawara incloent l'illa Iwo Jima aproximadament a 1.100 quilòmetres de les illes principals. La particularitat que el Japó sigui un arxipèlag fa que cap punt del país sigui a més de 150 quilòmetres del mar.
Les quatre illes principals es troben separades per estrets canals i tres d'elles (Honshu, Shikoku i Kyūshū) pel Mar Interior de Seto. A l'extrem meridional es troben les illes Ryukyu a 970 quilòmetres al sud de la tercera gran illa, Kyūshū.
El punt més proper al continent asiàtic és la Península de Corea a una distància aproximada de 200 quilòmetres. El país sempre va estat connectat el continent a través de rutes marítimes de comerç: al nord amb Sibèria, a l'oest des de les illes Tsushima cap a la península coreana i al sud amb els ports del sud de la Xina.
Té aproximadament un 84% de territori muntanyós, el 14% de la superfície es dedica a activitats agrícola-ramaderes, el 66% a boscos i el 20% restant està dedicat a altres usos, a causa del fet que les seves illes són una cadena muntanyosa a la part submergida de la plataforma continental, sent les illes els seus pics. Només prop del 25% del territori és pla i és on es concentra la població. Una llarga cadena muntanyosa divideix l'arxipèlag per la meitat, una de les quals es troba al costat de l'oceà Pacífic i l'altra del costat del mar del Japó (la qual cosa s'aprecia en el mapa topogràfic). En la meitat del Pacífic hi ha escarpades muntanyes, d'entre 1.500 i 3.000 metres d'alçada que formen profunds valls i congosts. Al centre convergeixen 3 cadenes muntanyoses: les Hida, les Kiso i les Akaishi, les quals formen els Alps Japonesos, sent Kitadake la seva muntanya més alta amb 3.193 metres, però la segona en altura del país. El punt més alt del territori es troba en el Mont Fuji, un volcà dormit des de 1707 de 3.776 metres situat a la prefectura de Shizuoka.
Cap de les planes o valls habitades és àmplia. La més gran és la plana de Kanto, situada a Tòquio, i només té 13.000 quilòmetres quadrats. Altres planes importants són: la de Vall de Nōbi, que envolta Nagoya; la de Kinki, a l'àrea d'Osaka-Kioto; la de Sendai, que envolta la ciutat de Sendai al nord-est de Honshū i la de Ishikari a Hokkaido. La majoria d'aquestes planes estan al llarg de la costa.
La petita part de terra habitable patí diverses modificacions en el seu terreny al llarg dels segles. Les terres properes al mar i als rius tenen nombroses construccions de dics i drenatges, molts turons i muntanyes estan tallats en terrasses esglaonades per augmentar el terreny cultivable i per augmentar el terreny edificable. Aquest procés de modificació del medi continua actualment amb l'extensió de la línia costanera i la construcció d'illes artificials per a les indústries i per al creixement del port. Un exemple d'això és l'aeroport de Kansai, a la badia d'Osaka.
Els rius de Japó solen ser ràpids i abruptes, només uns pocs són navegables i la majoria solen tenir menys de 300 quilòmetres de llargada. Malgrat això, el Japó aconsegueix aprofitar aquests rius per produir energia hidroelèctrica, encara que aquest recurs es troba explotat gairebé fins a la seva capacitat. El riu més llarg del territori és el Shinano, el qual neix a la prefectura de Nagano fins a la prefectura de Niigata on desemboca al mar del Japó, té 367 quilòmetres de llargada. La major reserva d'aigua es troba en el llac Biwa al nord-est de Kyoto.
L'extensió de la costa navegable especialment en el Mar Interior de Seto, compensa la manca de rius navegables. La costa pacífica del sud de Tòquio té la característica de ser llarga i d'augmentar la seva profunditat de forma molt gradual gràcies a la sedimentació.

### Flora i fauna
Hi ha una gran varietat en la vegetació japonesa (unes 17.000 espècies) i es deu al seu clima i relleu. Els boscos cobreixen el 67% de la superfície del país i es componen en la seva majoria d'arbres frondosos i coníferes: castanyers, fajos, aurons, pinòpsides, pins rojos i laricis, juntament amb bedolls i freixes. A l'oest dominen els boscos de pinòpsids que creixen al costat de bambús, magnòlies i castanyers verds. Els pruners blancs i vermells, els cirerers de floració primerenca, així com el bambú i els pins s'han convertit en símbols tradicionals del país.

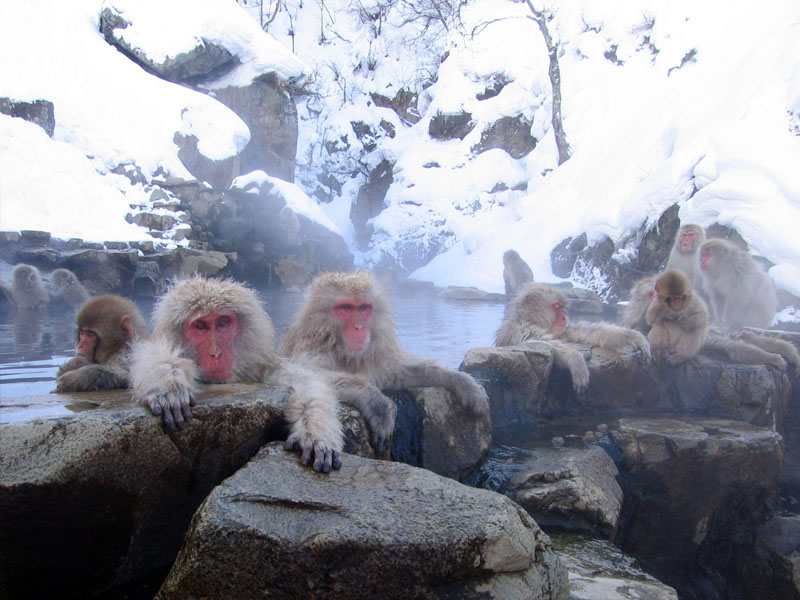
Grup de macacos japonesos escalfant-se en una font termal de la prefectura de Nagano.

La fauna japonesa també és molt variada i es poden trobar exemplars molt rars que no es troben en països veïns. Igual que en la vegetació aquesta variació es deu al clima i al relleu. En els mars de la illa Ryuyu hi ha una gran varietat de peixos tropicals, tortugues, serps marines, dugongs, marsopes negres... A la mateixa illa Ryukuy es troben altres animals autòctons com: l'àguila crestada, la guineu voladora i el llangardaix mimètic. A tot el país habiten i en gran nombre els óssos rentadors, els cérvols i els ànecs mandarins. Entre les espècies endèmiques es troben els macacos japonesos, les salamandres gegants japoneses, les libèl·lules primitives i els gats d'Iriomete entre altres.

### Clima
És un país plujós i amb una alta humitat, posseeix un clima temperat amb 4 estacions diferents ben definides, gràcies a la distància a la que es troba respecte de l'equador. De tota manera el clima del nord és lleugerament fred temperat (Hokkaido) amb forts estius i grans nevades a l'hivern, el centre del país és càlid, estius humits i hiverns curts i al sud lleugerament subtropical (Kyūshū) amb estius llargs, calents i humits i hiverns curts i suaus. El clima a vegades és afectat pels vents estacionals produïts pels centenars ciclons i anticiclons que es formen en el continent i al Pacífic (anticicló o cicló hawaià), generant vents des el continent cap al Pacífic a l'hivern i del Pacífic al continent a l'estiu.

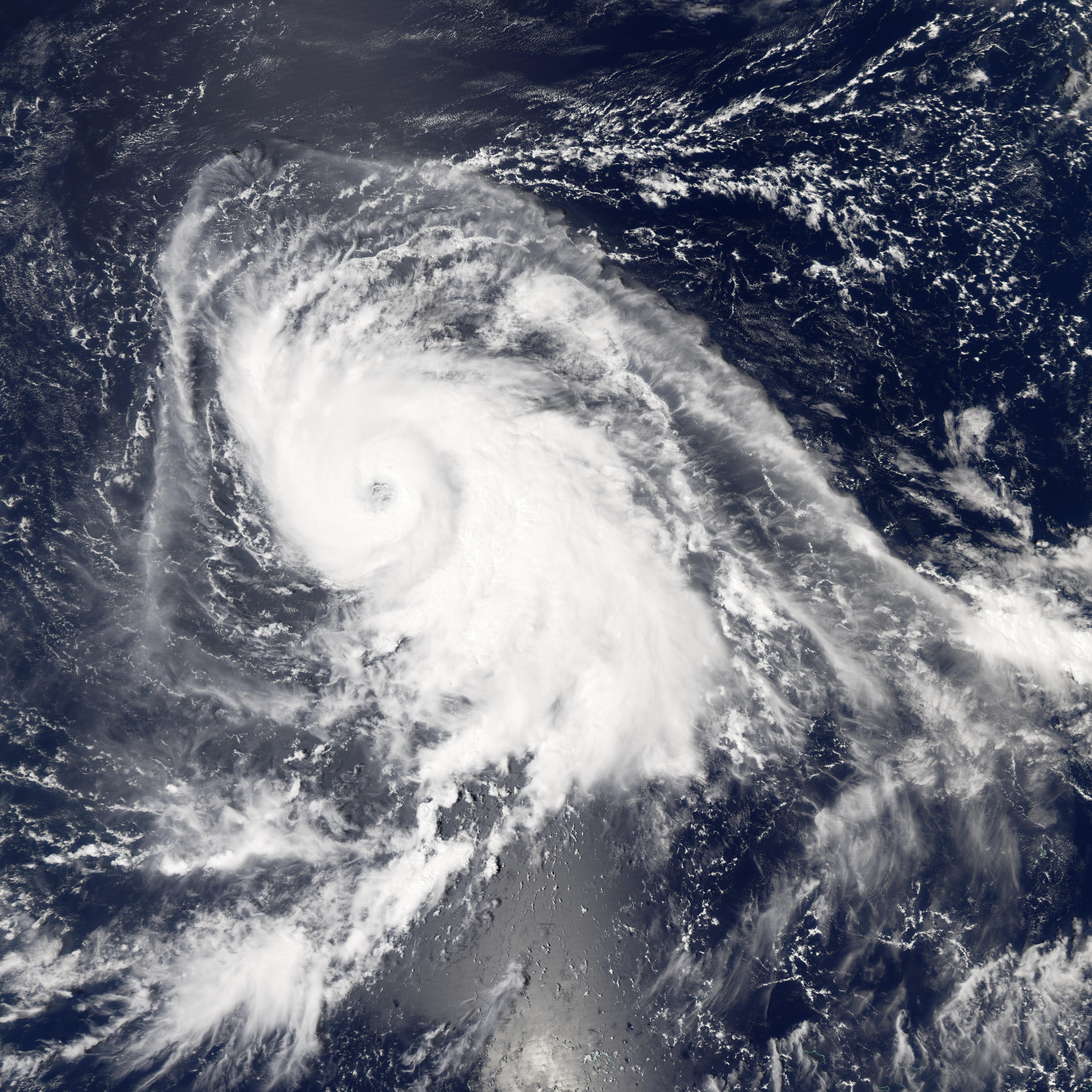
El Tifó Yagi, va passar prop de la costa pacífica del Japó el setembre del 2006. Va arribar a assolir la categoria 5.

Existeixen dos factors primaris en la influència climatològica: la proximitat amb el continent asiàtic i els corrents oceànics. El clima des del juny al setembre és calent i humit per els corrents de vents tropicals que arriben des de l'oceà Pacífic i des del sud-est asiàtic. Aquests corrents precipiten grans quantitats d'aigua al tocar terra, per la qual cosa l'estiu és una època d'importants pluges, que comencen a principis de juny i duren al voltant d'un mes. El segueix una època de calor de principis d'agost fins a principis de setembre, un període de tifons, en la qual passen pel Japó 5 o 6 d'ells i arriben a produir danys significatius. La precipitació anual de pluges és de 100 a 200 centímetres, però entre el 70 i el 80 per cent d'aquestes estan concentrades durant el juny i el setembre.
A l'hivern, els centres d'alta pressió de l'àrea siberiana i els centres de baixa pressió del nord de l'oceà Pacífic, generen vents freds que travessen el Japó d'oest a est, produint importants nevades a la costa japonesa del mar del Japó. Com els vents xoquen contra les cadenes muntanyoses del centre, les grans altures acaben per precipitar la humitat d'aquests vents en forma de neu i al passar per la costa pacífica del país arriben sense portar notables quantitats d'humitat, per la qual cosa no són principal factor de les nevades a la costa pacífica. A més provoca que en aquesta costa, el temps a l'hivern sigui sec i de dies sense núvols, al contrari de l'hivern a la costa oest.
Hi ha dos corrents oceànics que afecten el model climàtic: el corrent càlid de Kuroshio i el corrent fred d'Oyashio. El corrent de Kuroshio flueix pel Pacífic des de Taiwan i passa pel Japó bastant al nord de Tòquio, i és un corrent que porta molta calor a la costa est.

## Política i govern

### Estructura constitucional

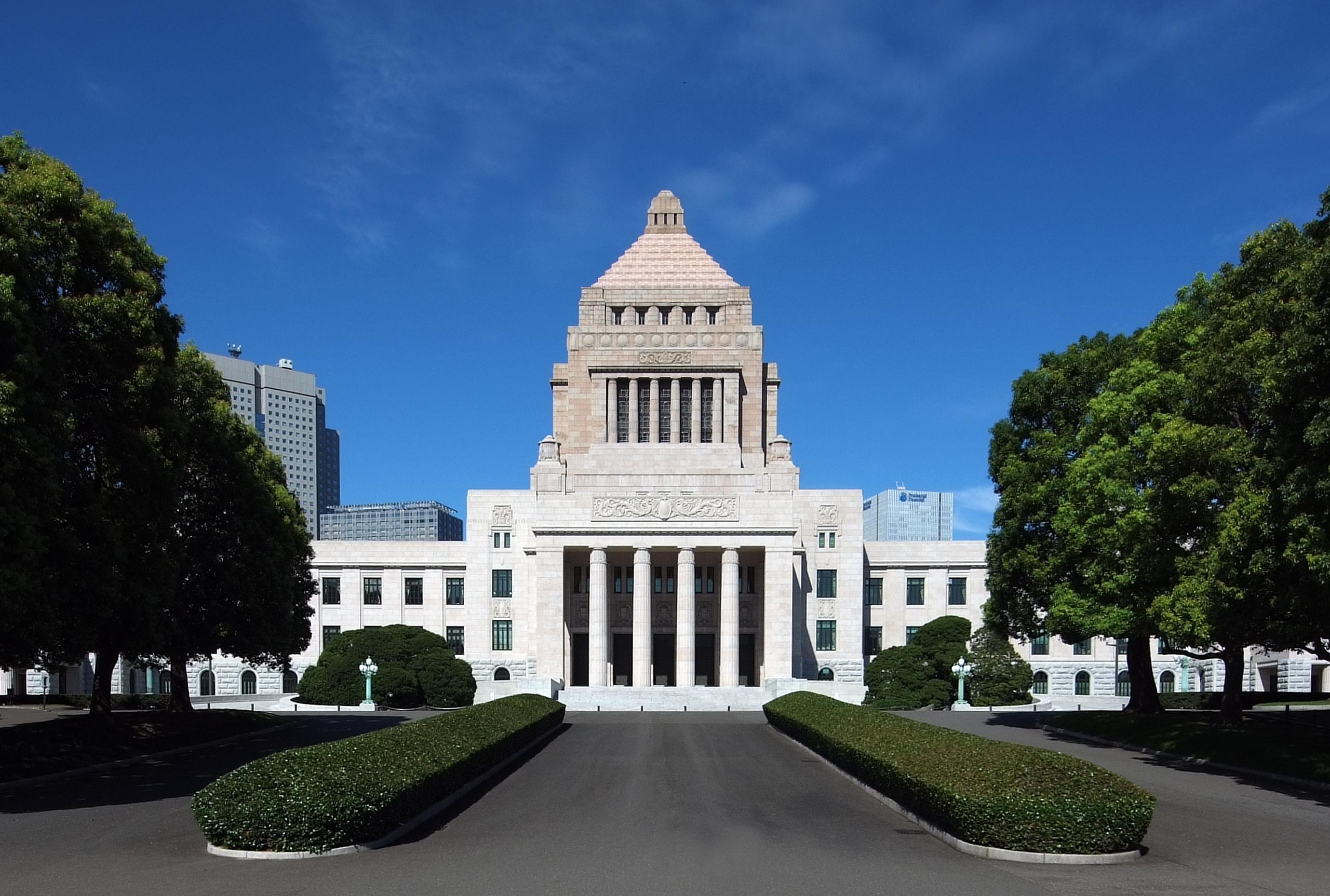
Seu de la Dieta Nacional a Nagatacho, Tòquio

La constitució del Japó es promulgà el 1946 i entrà en vigor el 1947. Succeí la constitució de Meiji, promulgada el 1889. En ella, el Japó renuncia a la guerra com a dret sobirà i procura mantenir-lo com a país democràtic i pacífic en perpetuïtat.
El Japó és una monarquia constitucional en què el poder de l'emperador és limitat. Com a figura amb tasques merament cerimonials, l'emperador és definit en la constitució del Japó com a "símbol de l'Estat i de la unitat del poble". El poder executiu és exercit principalment pel primer ministre del Japó i altres membres de la Dieta o parlament; la sobirania resideix en el poble japonés. L'emperador és el cap d'Estat en els esdeveniments i reunions diplomàtiques. Akihito, (明仁), és l'emperador actual del Japó; Naruhito, príncep del Japó, és el següent en la línia al tron.

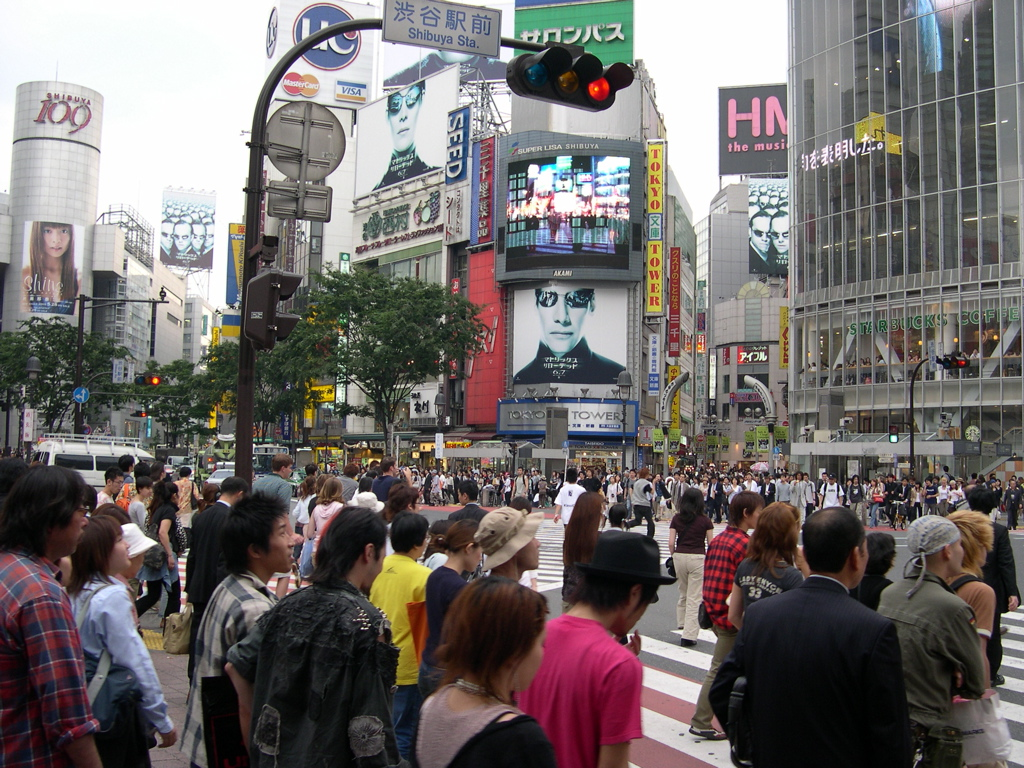
Carrer de Shibuya a Tòquio

L'òrgan legislatiu és la Dieta Nacional un parlament bicameral compost per la Cambra dels Representants, amb 480 membres electes per vot popular cada quatre anys o si es dissol el parlament, i una Cambra de Consellers amb 242 membres, electes popularment per a servir en períodes de sis anys. Hi ha sufragi universal per a tots els adults majors de 20 anys. El Partit Liberal Democràtic ha estat en el poder des de 1955, llevat d'un breu període governat per una coalició de partits el 1993. El partit d'oposició més gran és el Partit Democràtic del Japó.
El primer ministre del Japó és el cap de govern, nomenat per l'emperador, després de ser designat per la Dieta, d'entre els seus membres. Ha de conservar la confiança de la Cambra de Representants per a mantenir-se en el poder. El primer ministre és el cap del Gabinet del Japó i designa i destitueix els ministres d'Estat, la majoria dels quals han de ser membres de la Dieta. Yasuo Fukuda és el primer ministre actual.

### Influències exteriors

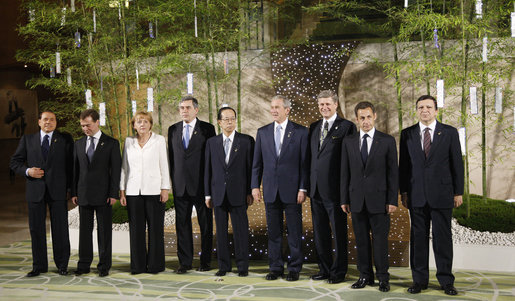
Assistents a la 34a Cimera del G-8 en Hokkaidō (2008).

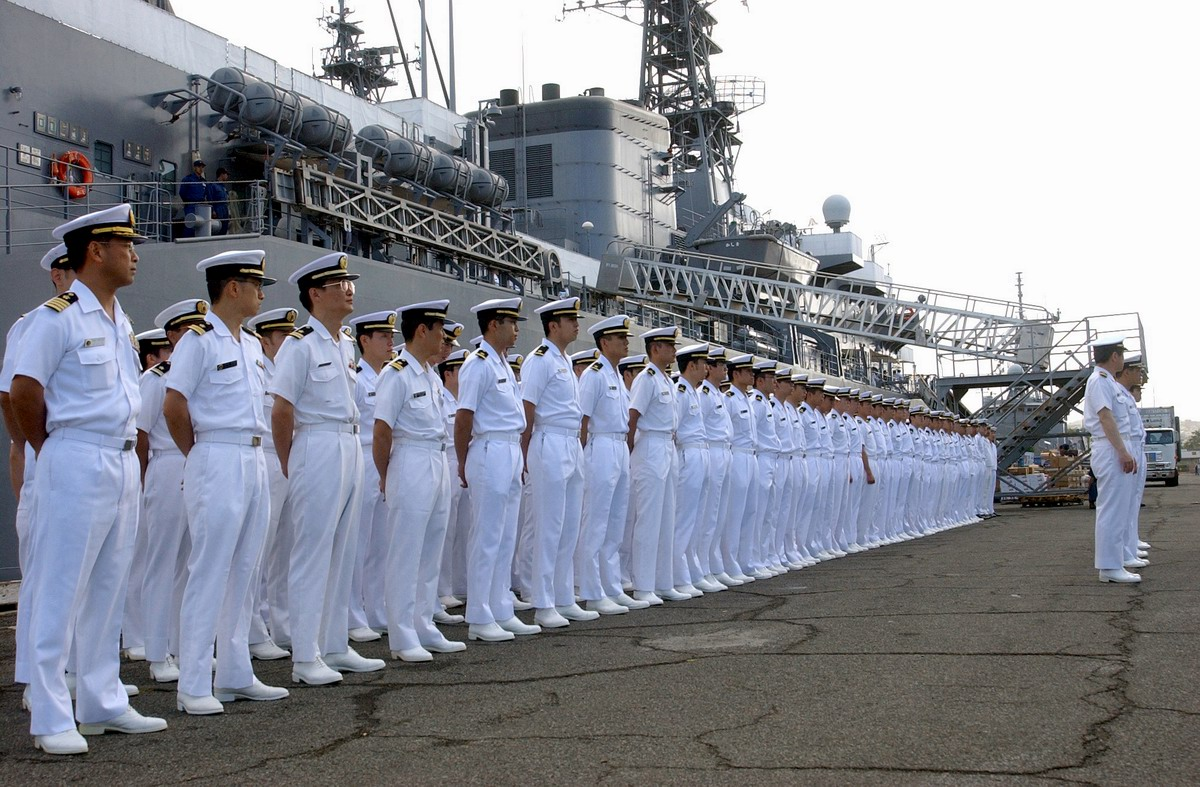
Marines japonesos en 2004.

El Japó manté estretes relacions econòmiques i militars amb els Estats Units, amb el qual ha format una aliança de seguretat que actua com la pedra angular de la seva política exterior. És un estat membre de les Nacions Unides des del 18 de desembre de 1956, ha servit com un membre no permanent del Consell de Seguretat un total de 20 anys, més recentment, en 2009 i 2010. També forma part del Grup dels quatre on cada membre busca la condició de membre permanent en el Consell de Seguretat. Com a membre del G8, l'APEC, l'"ASEAN més tres" i un participant a la Cimera d'Àsia Oriental, el Japó participa activament en els afers internacionals. També és el tercer major donant d'ajuda oficial al desenvolupament del tercer món després de donar 6,2 milions de dòlars en 2004. Va contribuir amb tropes no combatents en la Guerra d'Iraq, tot i que posteriorment les va retirar.
Participa en diverses disputes territorials amb els seus veïns: amb Rússia sobre les illes Kuriles del Sud, amb Corea del Sud sobre les Roques de Liancourt, amb la República Popular de la Xina i Taiwan sobre les illes Senkaku, i amb la República Popular de la Xina sobre la zona econòmica exclusiva al voltant d'Okino Torishima. També s'enfronta a una permanent disputa amb Corea del Nord pel segrest de ciutadans japonesos i el programa nuclear nord-coreà. Com a resultat de la controvèrsia al voltant de les illes Kurils, aquesta tècnicament encara en guerra amb Rússia ja que mai va ser signat cap tractat per resoldre la qüestió.
La capacitat militar japonesa està limitada per l'article 9 de la Constitució japonesa, pel qual renúncia al seu dret a declarar la guerra o utilitzar la força militar com a mitjà de resoldre les controvèrsies internacionals. El Ministeri de Defensa, regeix la capacitat militar japonesa que es compon principalment de la Força Terrestre d'Autodefensa de Japó (JGSDF), la Força Marítima d'Autodefensa de Japó (JMSDF) i la Força Aèria d'Autodefensa de Japó (JASDF). El Partit Liberal Democràtic, el més important de Japó, continua intentant reformar l'esmentat precepte constitucional amb vistes a la denominació oficial de les Forces d'Autodefensa com unes forces armades, així com a l'expansió de les seves capacitats i funcions, perquè finalment adquireixin un estatus similar al d'altres forces armades qualssevol. Les forces militars japoneses s'han utilitzat recentment en les operacions del manteniment de la pau i el desplegament de tropes japoneses a l'Iraq, que va ser el primer ús de les seves forces militars a l'estranger des la Segona Guerra Mundial.

### Subdivisió administrativa i el govern local
Articles principals: ciutats, regions i prefectures del Japó

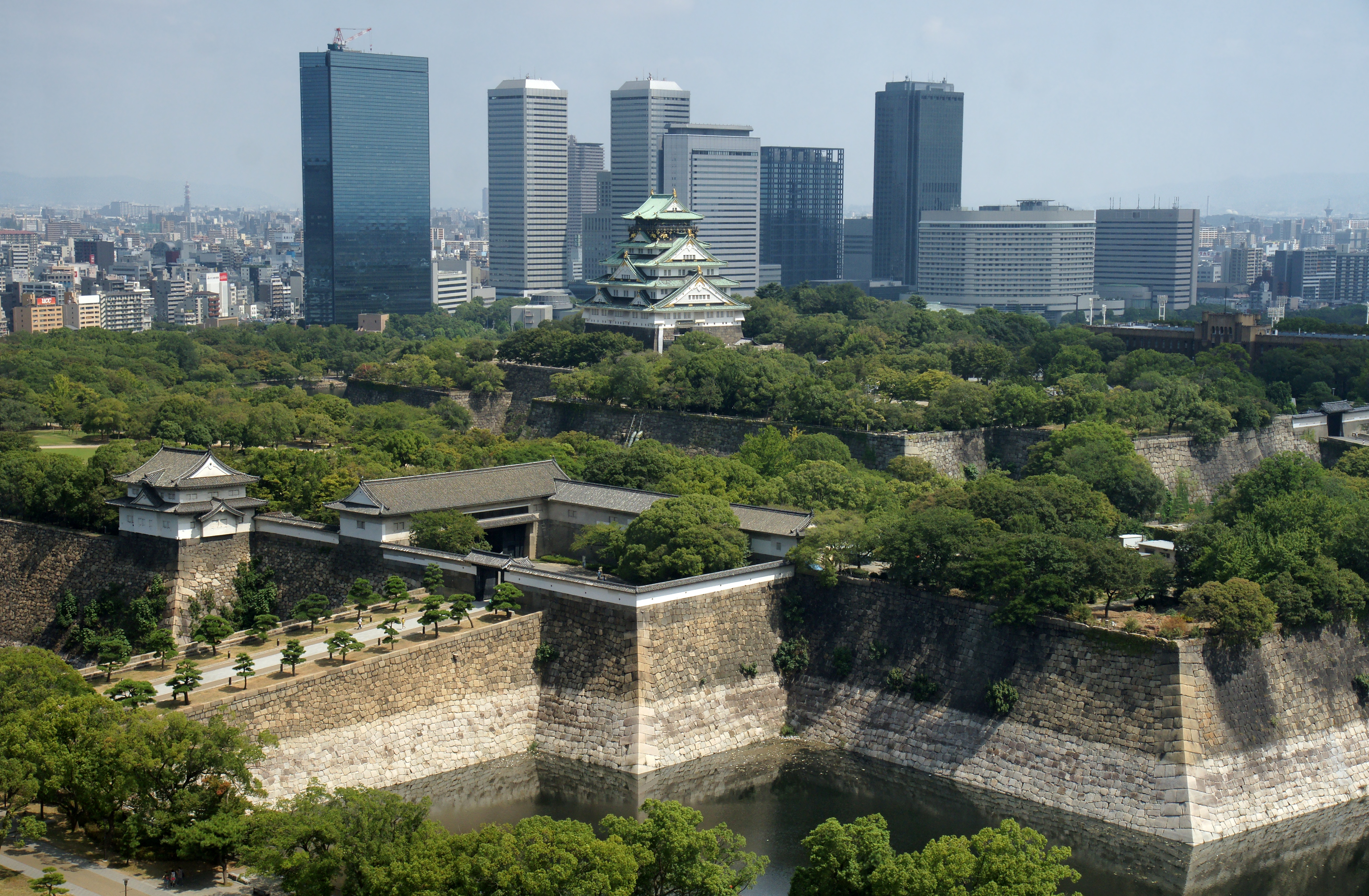
Osaka capital de Prefectura d'Osaka

Tot i que existixen vuit regions ben definides, el govern administratiu consistix en quaranta-set prefectures, cadascuna supervisada per un governador electe i altres institucions de govern. L'antiga ciutat de Tòquio se subdivideix en trenta-set districtes especials, amb els mateixos poders de govern que les altres ciutats.
Actualment, la nació s'està reorganitzant administrativament fusionant moltes ciutats, viles i pobles, la qual cosa reduirà el nombre d'entitats administratives inferiors a la prefectura i alhora els costos administratius.
De les quaranta-set prefectures, 43 són ken ("prefectura"), Tòquio és un to ("prefectura metropolitana"), Hokkaido és un do ("prefectura districte"), i Osaka i Kyoto són fu ("prefectures urbanes"). El govern local de les prefectures és gestionat per governadors i assemblees. La prefectura més gran és Hokkaido i la més petita és Osaka; la més poblada és Tòquio i la menys poblada és Tottori. Les prefectures se subdividixen en diverses entitats civils locals, com ara el shi ("ciutat"), el machi o cho ("poble") i el mura o son ("vila"), totes administrades per alcaldes i assemblees.
| Prefectures de Japó en ISO 3166-2:JP. | - (01) Hokkaidō (北海道) (territori)* - (02) Aomori (青森) - (03) Iwate (岩手) - (04) Miyagi (宮城) - (05) Akita (秋田) - (06) Yamagata (山形) - (07) Fukushima (福島) - (08) Ibaraki (茨城) - (09) Tochigi (栃木) - (10) Gunma (群馬) - (11) Saitama (埼玉) - (12) Chiba (千葉) - (13) Tokio (Tōkyō; 東京) (metrópoli)* - (14) Kanagawa (神奈川) - (15) Niigata (新潟) - (16) Toyama (富山) - (17) Ishikawa (石川) | - (18) Fukui (福井) - (19) Yamanashi (山梨) - (20) Nagano (長野) - (21) Gifu (岐阜) - (22) Shizuoka (静岡) - (23) Aichi (愛知) - (24) Mie (三重) - (25) Shiga (滋賀) - (26) Kyoto (Kyōto; 京都) (prefectura urbana)* - (27) Osaka (Ōsaka; 大阪) (prefectura urbana)* - (28) Hyōgo (兵庫) - (29) Nara (奈良) - (30) Wakayama (和歌山県) - (31) Tottori (鳥取) - (32) Shimane (島根) - (33) Okayama (岡山) | - (34) Hiroshima (広島) - (35) Yamaguchi (山口) - (36) Tokushima (徳島) - (37) Kagawa (香川) - (38) Ehime (愛媛) - (39) Kōchi (高知) - (40) Fukuoka (福岡) - (41) Saga (佐賀) - (42) Nagasaki (長崎) - (43) Kumamoto (熊本) - (44) Ōita (大分) - (45) Miyazaki (宮崎) - (46) Kagoshima (鹿児島) - (47) Okinawa (沖縄) |
| En japonès s'utilitzen les següents paraules per designar les 47 prefectures del país: to (metròpoli), dō (territori), fu (prefectura urbana), i ken (altres prefectures o departaments). Així, Japó està format per 47 to-dō-fu-ken. | | | |

## Economia

### Dades econòmiques

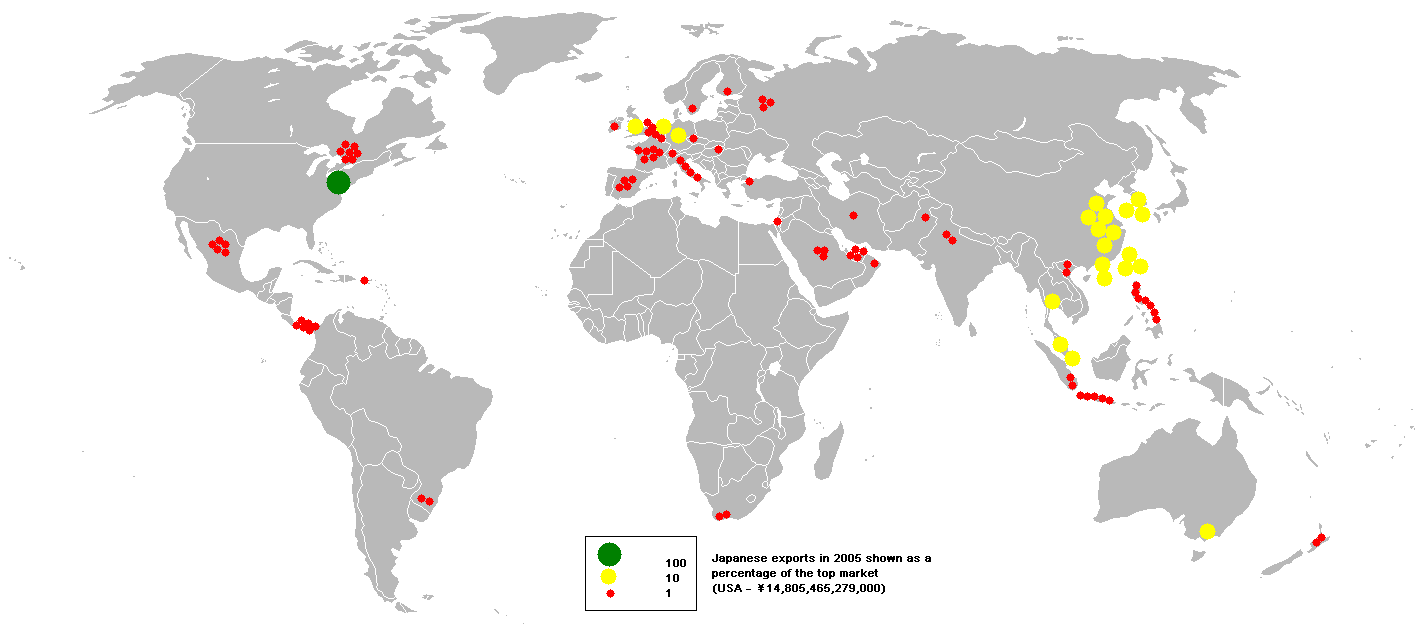
Destinació de les exportacions japoneses, 2005

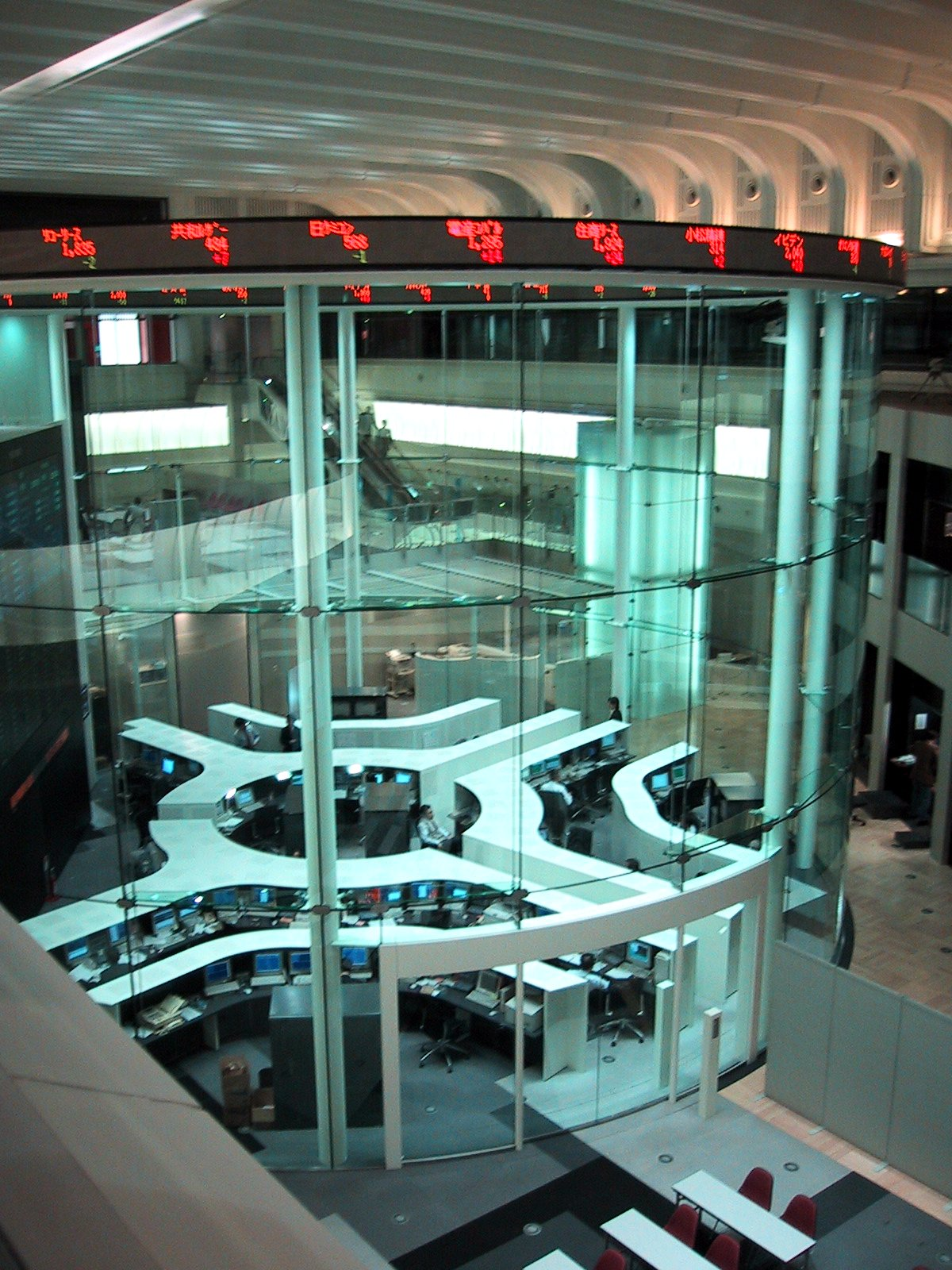
Amb una capitalització de més de 4 bilions de dòlars, la Borsa de Tòquio, és la segona més gran del món

L'economia del Japó es caracteritza per la cooperació del govern amb la indústria, una ètica laboral forta, l'experiència en l'alta tecnologia i un pressupost militar relativament baix. Actualment el Japó és la segona potència economia en Producte interior brut, després dels Estats Units, amb un total de 3,1 bilions d'euros de PIB nominal. Segons la paritat de poder adquisitiu, el seu PIB és el tercer més gran del món, després dels Estats Units i la República Popular de Xina. Després de la Segona Guerra Mundial; durant els anys seixanta, la mitjana de creixement arribà gairebé el país patí un sorprenent creixement del 10% anual, tot i que minvà durant les dècades següents, a una mitjana de 5% durant els anys setanta i 4% els anys vuitanta. Les taxes de creixement decreixeren considerablement durant la dècada dels noranta, principalment a causa de la sobreinversió de la dècada anterior i de les polítiques nacionals per eliminar els excessos dels mercats de valors i de béns arrels. Els esforços del govern per a avivar l'economia tingueren molt poc èxit i foren afectats per la desacceleració mundial del 2000-2001. Tanmateix, l'economia mostrà signes de recuperació des del 2005; el PIB cresqué 2,8% aquell any. Des del 2006 el seu PIB per hora treballada és la 18n més alta del món.
Les empreses financeres, d'assegurança, de béns arrels, majoristes, de transport i telecomunicacions són les més importants del país. El Japó gaudix d'una sorprenent capacitat industrial i és la llar dels productors de material d'alta tecnologia avançada d'automobilisme, equips electrònics, maquinària, químics i d'altres. Algunes de les companyies més grans del país inclouen: Nintendo, Toyota Motor, NTT DoCoMo, Canon Inc., Honda, Takeda Pharmaceutical Company, Sony, Nippon Steel, Tepco, Mitsubishi, i Seven & I Holding., així com el banc més gran del món, el Japan Post Bank. Una de les característiques més notables de l'economia japonesa és la cooperació entre les indústries manufactureres, els proveïdors, els distribuïdors i els bancs, en grups tancats coneguts com keiretsu, així com la garantia de feina vitalícia en les grans empreses. La Borsa de Valors de Tòquio amb una capitalització de mercat de més de 549,7 bilions de iens el desembre del 2006 s'erigeix com la segona més gran del món.
Recentment, alguns encarregats de formular les polítiques han encoratjat la reforma i les empreses japoneses han començat a abandonar algunes d'aquestes normes en un intent d'augmentar la rendibilitat. La pressió fiscal és menor que en qualsevol gran país occidental, essent del 26,4% del PIB a partir de 2007. Només una minoria d'empleats japonesos paga qualsevol impost sobre la renda, l'impost al Valor Agregat és només del 5%, mentre que les taxes d'impostos a les empreses són alts.
Ja que només el 15% de la terra del Japó és propícia a l'agricultura, s'hi desenvolupà un sistema d'agricultura de bancal o feixa, que té com a resultat, un dels nivells més elevats de producció agrícola per unitat de superfície. El sector rep subsidis considerables i és protegit pel govern. Tanmateix, el Japó ha d'importar al voltant del 50% dels seus requeriments de cereals i carn, tot i que és el segon país tones de pesca, després de la Xina; el Japó té una de les flotes de pesca més grans del món, i la captura de peixos és el 15% del total mundial.
Els socis comercials d'exportació més importants del Japó són els Estats Units (22,8%), la Unió Europea (14,5%), la República Popular de Xina (14,3%), Corea del Sud (7,8%), Taiwan (6,8%) i Hong Kong (5,6%), segons les dades del 2006. Les exportacions principals són equip de transportació, vehicles, equip electrònic, maquinària elèctrica i químics. Amb pocs recursos naturals per a sostenir el seu desenvolupament econòmic, el Japó depèn força d'altres països que el proveïxen de matèria primera, i per tant, importa una gran varietat de béns. Els seus socis d'importació més importants són la Xina (20,5%), els Estats Units (12%), la Unió Europea (10,3%), Aràbia Saudita (6,4%), els Emirats Àrabs Units (5,5%), Austràlia (4,8%), Corea del Sud (4,7%) i Indonèsia (4,2%), segons les dades del 2006.

### Infraestructures
Des del 2005, la meitat de l'energia al Japó es produeix a partir de petroli, una cinquena part de carbó, el 14% del gas natural i el 16% restant d'altres. Una quarta part de l'electricitat la proporciona de l'energia nuclear.

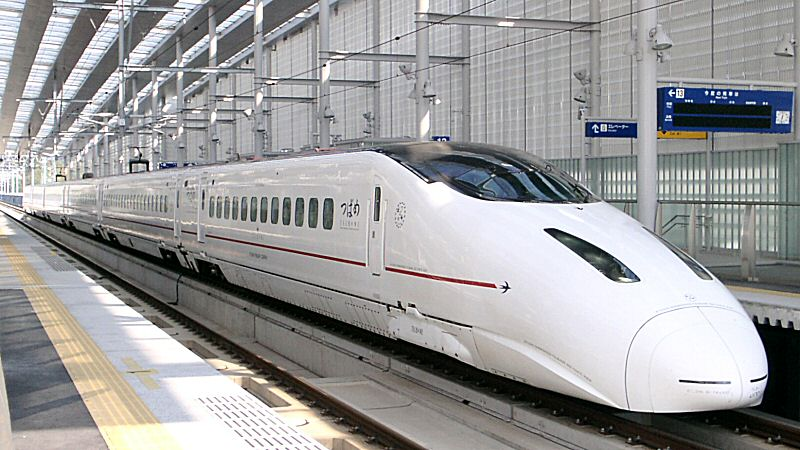
El Shinkansen o tren bala és una forma comuna de transport al Japó.

El país s'ha gastat una gran quantitat de diners en un gran xarxa de carreters, els 1,18 milions de quilòmetres de carretera asfaltada és el principal mitjà de transport. Tants sols hi ha una sola xarxa de trens d'alta velocitat, dividida i d'accés limitat que connectat les principals ciutats i controlada per una sèrie de peatges. Els automòbils japonesos acostumen a ser barats i de baix consum, no obstant, només el 50% de les distàncies recorregudes en transports el vehicle usat és el cotxe, el seu ús és el més baix dels països que formen el G8.
Hi ha desenes de companyies ferroviàries tant regionals com locals, entre les més importants cal destacar: la Japan Railways, la Kintetsu, la Seibu Railway i la Keio Corporation. Actualment hi ha al voltant d'uns 250 trens d'alta velocitat en moviment al Japó, els quals són coneguts per la seva puntualitat. La xarxa ferroviari compta amb 23.577 quilòmetres de vies fèrries.
Hi ha 173 aeroports i és bastant comú l'ús d'avions per viatjar entre ciutat i ciutat del país. L'aeroport nacional, l'Internacional de Tòquio, és el més actiu de tota Àsia. A més d'aquest aeroport, també hi ha l'Internacional de Narita (Tòquio), l'Internacional de Kansai (Osaka/Kobe/zona de Kyoto) i l'Internacional de Chūbu Centrair (Nagoya) els quals tenen un gran prestigi. Les companyies aèries més importants són All Nippon Airways (ANA) i Japan Airlines (JAL). Els ports més importants són el Yokohama i el de Nagoya.

### Turisme
A nivell turístic el Japó es pot visitar tant pels seus paisatges, gràcies als grans boscos i les llargues platges que té, com a nivell cultural per la seva història mil·lenària o a nivell l'oci amb la gran quantitat i varietats de parcs temàtics que hi ha.

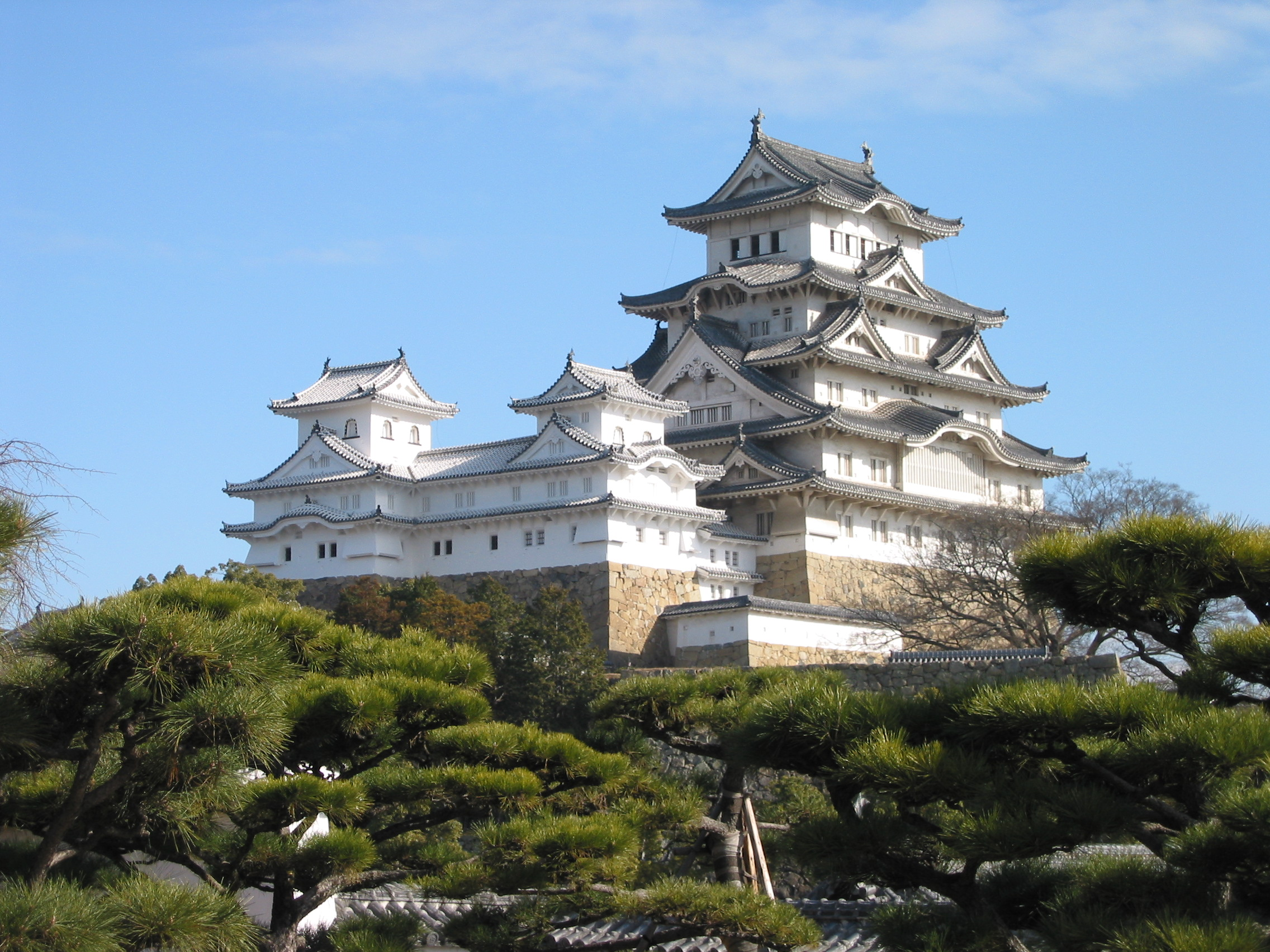
Foto del Castell de Himeji, el més visitat del país.

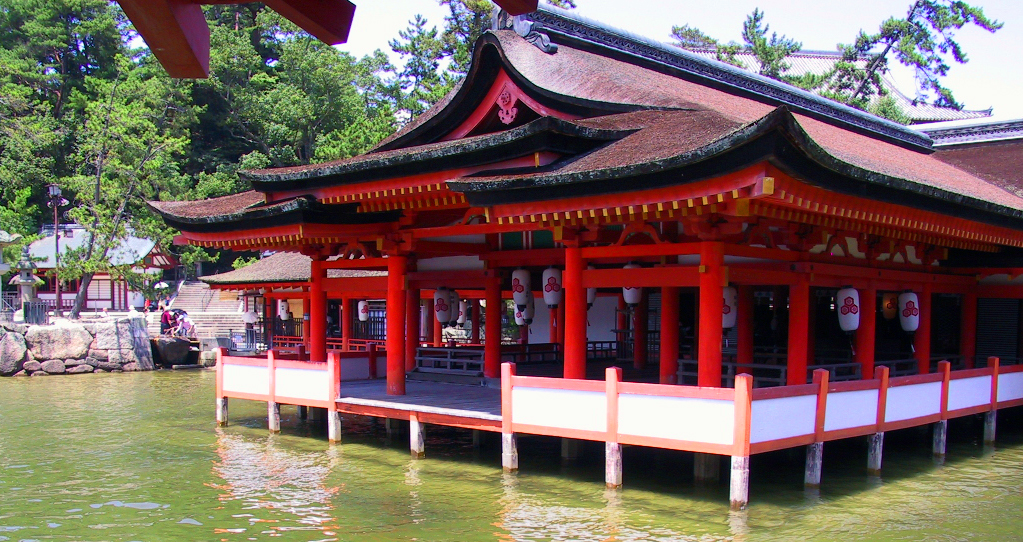
Les edificacions del temple d'Itsukushima estan construïdes sobre l'aigua.

Un dels events més importants del Japó és el Festival de la neu de Sapporo, el qual atrau a més de dos milions de visitants (tant estrangers com japonesos) i on es poden veure estàtues de neu o gel de diverses mides que innunden el centre de Sapporo durant tota la setmana de febrer que dura.
Una altra festa bastant coneguda i que atrau a bastants turistes és el festival de Nubuta que es celebra en les nits d'estiu a Aomori i a Hirosaki i on hi ha una processó amb un gran nombre de llanternes en forma d'animals i personatges històrics acompanyats d'un gran nombre de ballarins i ballarines que sobren pas pels carrers.
El castell Himeji del segle XVII, patrimoni de la humanitat des de 1993 és un dels monuments més importants del país, és una de les estructures més antigues del Japó medieval i el més visitat seguit dels castells Matsumoto i Kumamoto. El santuari d'Itsukushima també patrimoni de la humanitat des de 1996, és un altre monument important del Japó
El 2006, el Japó acollí 7,3 milions de turistes sent el 30è país més visitat. El 2007, els 10 països d'on van venir més turistes van ser:
1. Corea del Sud (2.600.694 visitants)
2. Taiwan (1.385.255 visitants)
3. Xina (942.439 visitants)
4. Estats Units (815.882 visitants)
5. Hong Kong (442.042 visitants)
6. Austràlia (222.518 visitants)
7. Regne Unit (221.945 visitants)
8. Tailàndia (167.481 visitants)
9. Canadà (165.993 visitants)
10. França (137.787 visitants)

## Geografia humana i societat

### Demografia

Evolució de la població entre 1872 i 2105. En milions d'habitants.

La població del Japó el 2006 era de 127,4 milions. El Japó gaudeix d'una de les esperances de vida més elevades del món, de 81,25 anys. No obstant això, la població japonesa està envellint ràpidament, efecte de la disminució de les altes taxes de natalitat de la postguerra. El 2004, al voltant del 19,5% de la població tenia més de 65 anys d'edat. Els canvis en l'estructura demogràfica han provocat un gran nombre de problemes socials, especialment en el declivi potencial de la població econòmicament activa i l'increment en els costes de benestar social associats als plans de pensió públics. Segons les taxes de creixement poblacionals actuals, la població del Japó haurà decrescut a 100 milions el 2050 i a 64 el 2100.

### Etnografia
La societat japonesa, des del punt de vista ètnic, és molt homogènia. Les minories més nombroses són els coreans, xinesos, filipins, peruans i brasilers, així com els ainus, poble indígena de l'arxipèlag japonès. Milers de coreans foren forçats a emigrar al Japó durant la Segona Guerra Mundial, quan Corea era colònia japonesa. Els que hi han romàs, no tenen la ciutadania japonesa, tot i que poden accedir-hi, i sovint s'enfronten a la discriminació. Els pobles indígenes ainu i okinawa també tenen un estatus social inferior; la majoria dels ainu s'han assimilat a la cultura japonesa, tot i que alguns han mantingut la seua identitat a Hokkaido.
La ciutadania japonesa es rep quan un membre de la família registra un naixement en el registre familiar de la localitat. Nàixer al Japó no necessàriament dóna la nacionalitat japonesa. Encara que hi ha minories monolingües que han residit moltes generacions al Japó, hi viuen sota l'estatus de residència permanent, sense rebre la ciutadania japonesa, tot i que tenen el dret de rebre-la. Les persones d'ascendència japonesa que neixen a l'estranger tenen la ciutadania si algun familiar registra llur naixement al Japó. Però, alguns repatriats no són considerats "veritablement" japonesos, i alguns consideren que són descendents de la casta dels burakumin, els quals es creu que van emigrar als països sud-americans, i per tant són discriminats per la resta de la societat.

### Llengua
Article principal: japonès
La llengua oficial del Japó és el japonès. L'ainu, tot i que és una llengua indígena de l'arxipèlag japonès, està gairebé extint. El japonès és una llengua aglutinativa que es distingeix pel seu sistema complex d'honorífics que reflecteixen la naturalesa jeràrquica de la societat japonesa, en què les formes verbals i algunes paraules indiquen l'estatus relatiu del parlant i de l'oïdor. El japonès escrit és una combinació de tres tipus de sistemes: els caràcters xinesos coneguts com a kanji, 漢字, i dos sistemes sil·làbics, hiragana, 平仮名, i katakana, 片仮名. L'alfabet llatí, o romanji, ローマ字, també s'utilitza en el japonès contemporani. A més de les dues llengües autòctones (el japonès i l'ainu) hi ha diverses llengües de les minories ètniques del Japó, principalment el coreà i el xinès.La documentació més antiga en japonès són unes inscripcions fetes en caràcters xinesos al segle V. La seva filiació genètica roman com incerta. Se la sol considerar una llengua aïllada.

### Religió

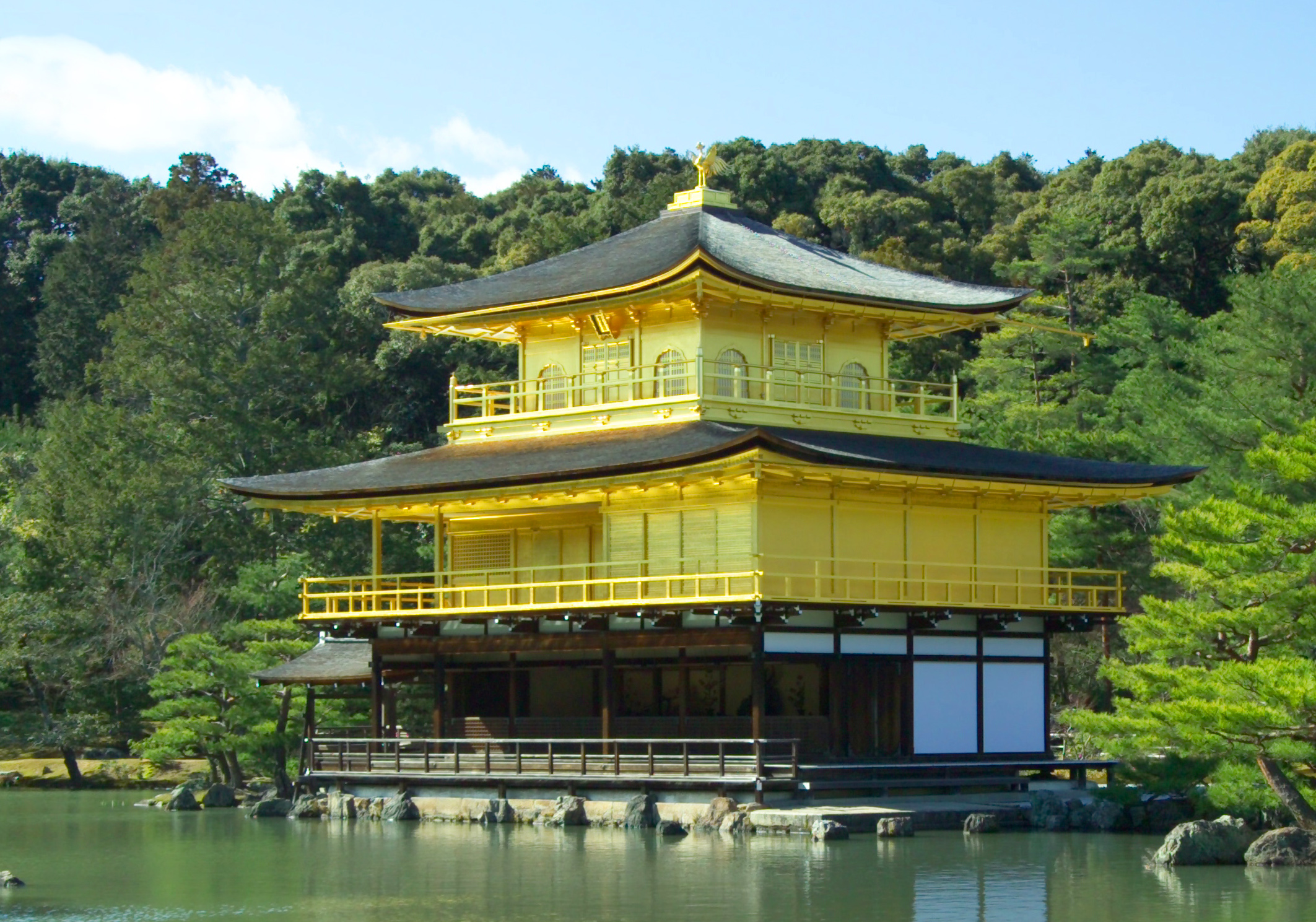
Temple del pavelló daurat, a Kyoto

La percepció japonesa de la religió usualment està relacionada amb la mitologia, les tradicions i les activitats locals. El confucianisme i el daoisme han estat la base del codi moral i del shakai-tsunen (la idea social comuna). La majoria dels japonesos professen el xintoisme (54%), o el budisme (40%), per tradició familiar, o per a evitar conflictes amb els estrangers religiosos. No obstant això, la majoria no són ateus, sinó que la tendència ha estat el sincretisme. Això té com a resultat que les famílies celebren els rituals xintoistes, els estudiants resen abans de les examinacions escolars, algunes parelles es casen a les esglésies cristianes, i els funerals es realitzen als temples budistes. Una minoria de la població professa el cristianisme (0,7%), i altres religions (4,7%) com ara el xamanisme i l'islam. Des del segle XIX moltes sectes religioses anomenades originalment shinkosyukyo, i ara shinshukyo, han sorgit.

### Educació
Un dels trets que va sorprendre als europeus en arribar al Japó a finals del període Edo va ser veure l'alt nivell educatiu que tenien així com la seva cultura popular, les quals aleshores es creien reservades a les societats industrialitzades. S'estima que el nivell d'alfabetització de llavors es trobava al voltant del 80% per als homes i entre el 60% i 70% per les dones.

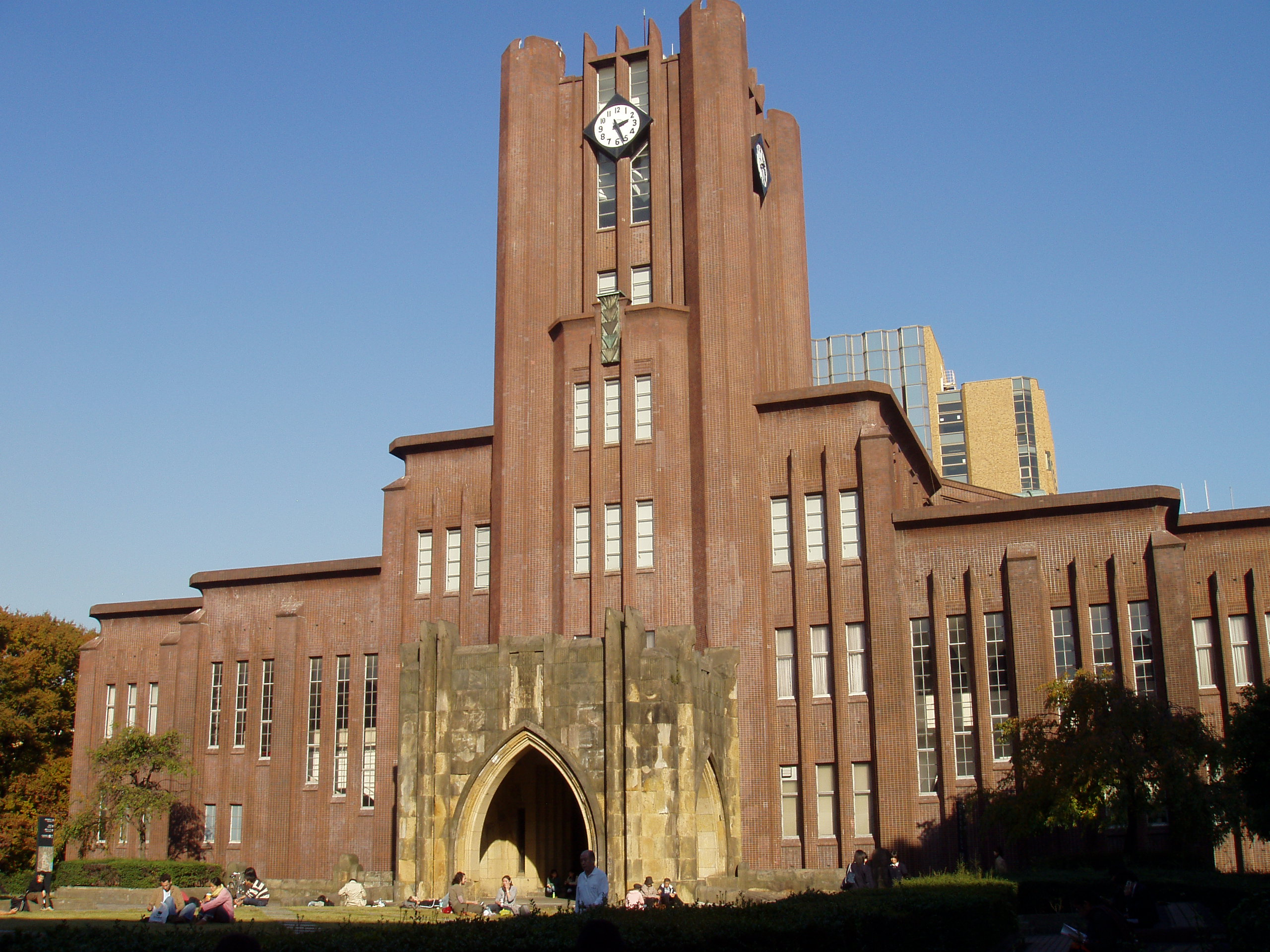
L'auditori Yasuda de la Universitat de Tòquio una de les més prestigioses universitats del país.

El 1872, durant l'era Meiji, es va establir el Ministeri d'Educació basat en el sistema d'educació occidental. L'educació va passar a ser un assumpte d'alta prioritat pel govern quan el lideratge del jove govern Meiji es va adonar de la necessitat d'una educació pública universal a favor d'un Japó modern i occidentalitzat, van aparèixer les primeres escoles (primàries i secundàries) i universitats. Des de 1947, l'educació obligatòria al Japó, consisteix en l'escola primària i la secundària, que dura nou anys (entre des dels 6 als 15 anys). Gairebé tots els estudiants continuen la seva educació un període de tres anys l'escola secundària superior, i, segons el MEXT, aproximadament 75,9% dels graduats del 2005 van decidir continuar els seus estudis en universitats o en una altra institució post-secundària. L'educació del Japó és molt competitiva, especialment per l'ingrés a institucions d'educació superior. Les dues universitats d'alt nivell al Japó són la Universitat de Tòquio i la Universitat de Keio. El programa PISA coordinat per l'OCDEel 2007, va marca els coneixements i les aptituds dels estudiants japonesos de 15 anys com el 6è millor del món.

### Sanitat
Els serveis sanitaris són proporcionats pel govern. La tuberculosi fou la primera causa de mort al Japó en la dècada de 1950 amb una mortalitat de 146,2 per cada 100.000 habitants (actualment és de 2 per cada 100.000). Durant les dècades de 1960 i 1970 va ser l'accident vascular cerebral i des dels anys 80 fins a l'actualitat ho és el càncer. No obstant, actualment, el sistema sanitari de Japó és un dels més bons del món en diversos sentits, és per exemple un dels països amb l'esperança de vida més alta i amb una mortalitat infantil pràcticament nul·la. Des de 1973, tota persona gran té dret a una cobertura social especial finançada pel mateix govern. Els pacients són lliures de seleccionar els metges o les instal·lacions de la seva elecció. En els hospitals hi ha normes molt estrictes en quan els aliments, els quals es controlen contínuament i són baixos en sal i sucres. Les dietes predominants són: l'arrós, els vegetals, el peix i la carn d'au.

## Cultura i oci

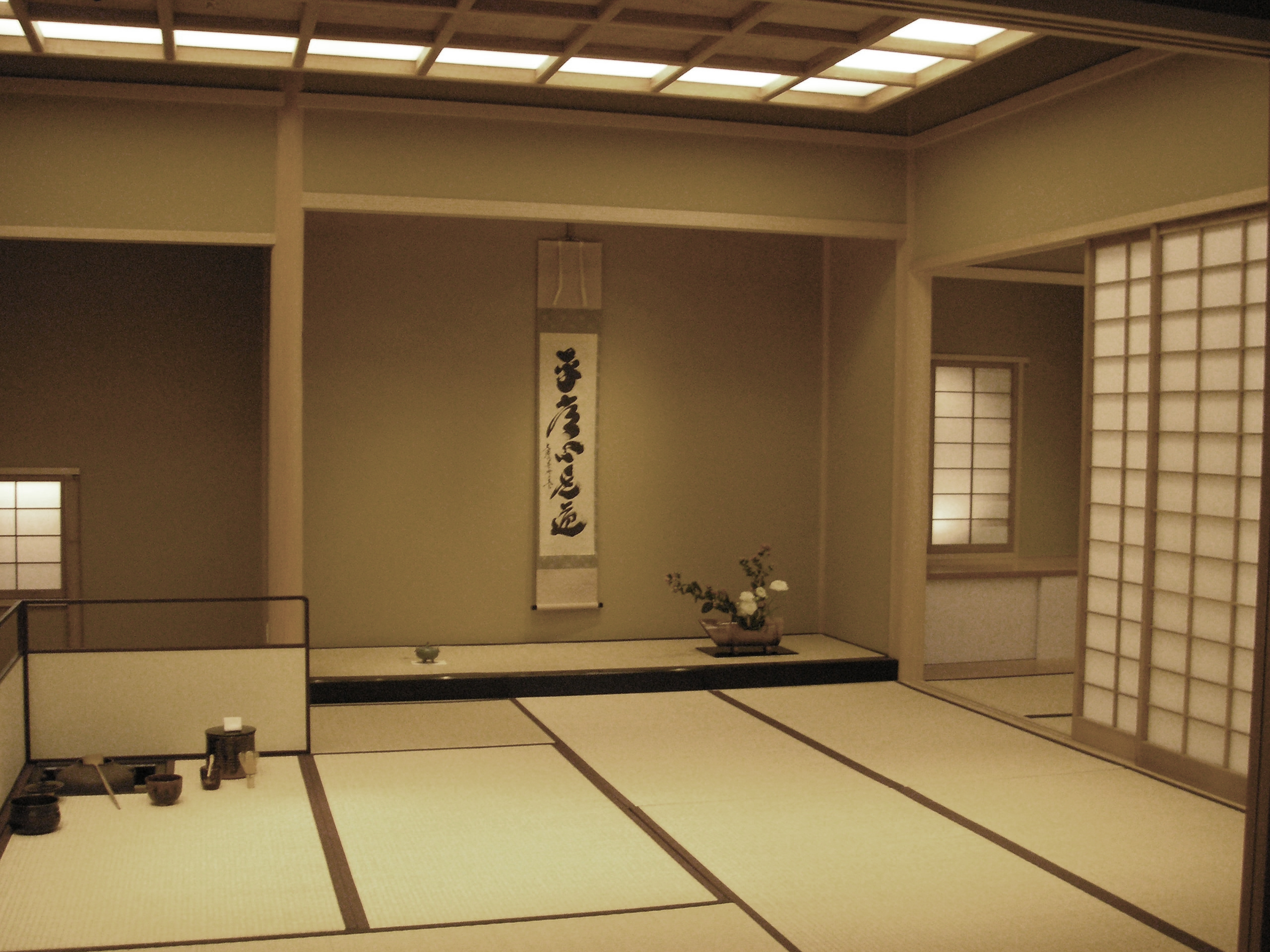
Una casa de té tradicional.

La cultura japonesa ha evolucionat considerablement en els darrers anys, des del país original de la cultura Jōmon a la seva cultura contemporània, que combina les influències d'Àsia, Europa i Amèrica septentrional. Les arts tradicionals inclouen l'artesania (ikebana, origami, ukiyo-e, ninots, laques, terrisseria), les actuacions (bunraku, kabuki, noh, rakugo), les tradicions (cerimònia del te, Budó, l'arquitectura, els jardins, les espases) i la cuina. La fusió entre la impressió tradicional en fusta i l'art occidental va conduir a la creació del manga, un format japonès del còmic popular dins i fora del Japó. El manga ha influït l'animació per a la televisió i el cinema donant origen a l'anime i l'anomenat live action movie, normalment films o telesèries encarnades per actors i basats en sèries d'animació populars. Les consoles de videojocs japoneses han prosperat des del la dècada de 1980.

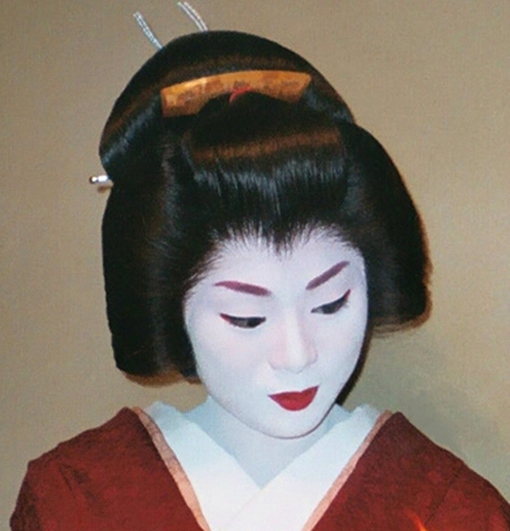
Una geisha.

La música del Japó és eclèctica, després d'haver pres prestats els instruments, les escales i els estils de les cultures veïnes. Instruments, com el koto, es van introduir durant els segles IX i X. El recitatiu acompanyat del teatre nō daten del segle XIV i la música folklòrica popular, amb la guitarra shamisen, des del segle XVI. La música occidental, present des de finals del segle XIX, ara forma part integrant de la cultura. Després de la guerra Japó ha estat influït per la música moderna d'americans i europeus, la qual cosa ha donat lloc al J-Pop.
El karaoke és l'activitat cultural més àmpliament practicada. El novembre de 1993, un estudi realitzat per l'Agència d'Assumptes Culturals va trobar que aquell any, eren més els japonesos que havien cantat en karaokes que els que havien participat en manifestacions culturals tradicionals, com arranjaments florals o la cerimònia del te.
Les primeres obres de la literatura japonesa inclouen el Kojiki i el Nihon Shoki, dos llibres d'història i el Man'yōshū, un llibre de poemes del segle VIII, tots escrits en caràcters xinesos. En els primers dies de l'era Heian, el sistema de transcripció conegut com kana (hiragana i katakana) va ser creat com fonogrames. Kaguya és considerada la més antiga descripció en japonès. Makura no Sōshi, una ressenya de la vida a la cort de Heian, és un llibre escrit per Sei Shōnagon, mentre que Genji Monogatari de Murasaki Shikibu és sovint descrit com la primera novel·la del món. L'era Meiji, durant el qual la literatura japonesa integrada influències occidentals, va veure el declivi de les formes literàries tradicionals. Natsume Sōseki i Mori Ōgai van ser els primers novel·listes "moderns" del Japó, seguit d'Akutagawa Ryūnosuke, Tanizaki Jun'ichirō, Yasunari Kawabata, Yukio Mishima i, més recentment, Haruki Murakami. Compta, a més, amb dos premis Nobel, els autors Yasunari Kawabata (1968) i Kenzaburo Oe (1994).

### Mitologia
La mitologia japonesa és un sistema de creences extremadament complex. El panteó xinto per si sol es compon d'una col·lecció de més de 8.000.000 kamis ( "déus" o "esperits" en japonès). Malgrat la influència de la civilització xinesa antiga, una part molt important de la religió i la mitologia japonesa són úniques. Conté tradicions xintoistes i budistes així com creences populars agrícoles. D'altra banda, a diferència de la mitologia grega, nòrdica i egípcia, és relativament difícil distingir que és veritablement un "mite" per als japonesos.
Els mites japonesos convencionals es basen en el Kojiki, en el Nihonshoki i alguns llibres complementaris. El Kojiki que literalment significa "registre de coses antigues" és el llibre més vell reconegut sobre mites, llegendes, i la història del Japó i el Nihonshoki és el segon més antic. El Shintoshu explica els orígens de les divinitats japoneses des d'una perspectiva budista mentre que el Hotsuma Tsutae enregistra una versió diferent sobre la mitologia.
Un resultat notable de la mitologia japonesa és que explica l'origen de la família imperial, i els representa com descendència divina. La paraula japonesa per emperador al Japó, Tenne (天皇), significa el "rei celeste" (el caràcter 天 significa "cel").
Els animals hi tenen un paper important, els óssos rentadors, que tenen poders sobrenaturals, per exemple, apareixen normalment en els pobles i enganyen els viatgers perduts, les guineus que també tenen poders sobrenaturals, gaudeixen d'una gran intel·ligència i són molt entremaliades. Ambdós animals dits anteriorment, tenen l'habilitat de si es posen una fulla al cap i fan un mortal enrere es poden transformar en qualsevol cosa i així poden ocultar-se o infiltrar-se entre les persones, aquesta transformació no es completa, ja que sempre els queda la cua al descobert.

### Esports
Tradicionalment, el sumo és l'esport nacional del Japó, i un dels més populars. Les arts marcials japoneses, com ara el judo, el karate i el kendo són molt populars i es practiquen a tot arreu del país. Després de la Restauració de Meiji, molts esports occidentals foren introduïts al Japó i s'estengueren per mitjà del sistema educatiu. La Lliga japonesa de beisbol s'establí el 1936,i hui dia és l'esport més popular del país. Un dels jugadors més japonesos més coneguts és Ichiro Suzuki, que, després d'haver guanyat la distinció de Jugador Més Valuós el 1995 i 1996, ara és part de la Lliga Estatunidenca de Beisbol.
Des de l'establiment de la Lliga Professional de Futbol, el 1992, aquest esport s'ha convertit en un espectacle popular. El Japó va ser co-amfitrió de la Copa Mundial de Futbol 2002 juntament amb Corea del Sud. La Selecció de futbol del Japó és també un dels millors equips de futbol a Àsia, guanyant la Copa d'Àsia en tres ocasions.
El golf també és popular, igual que l'automobilisme i la Fórmula Nippon. El 1997 es va completar per part d'Honda el Circuit de Motegi amb la finalitat de portar la IndyCar Series a Japó.
La millor participació del Japó en els Jocs Olímpics va ser el 2004 quan va obtenir 37 medalles. En els Jocs Olímpics de Pequín 2008 també va tenir una destacada actuació amb nou ors, sis plates i deu bronzes, sent finalment vuitena en el medaller només per darrere de la Xina, els Estats Units, Rússia, Regne Unit, Alemanya, Austràlia i Corea del Sud.

### Societat
Els joves han sofert una intensa revolució fruit de la pressió de l'escola, la família, i a un codi educatiu molt estricte. Així, alguns imiten als joves de la cultura occidental i el seu aspecte intenta ser similar al del manga i l'anime. No obstant això, la influència de la cultura occidental entre la joventut japonesa ha vingut decreixent de forma sostinguda des de mitjans de la dècada de 1990.
Les persones grans són molt tradicionals i segueixen normalment el codi de conducta que es basa en el respecte a la família i al treball. Aquestes són algunes de les raons que han portat a aquesta revolució juvenil. Tanmateix, és important destacar que la tal anomenada revolució només afecta al 5-10% de la joventut, ja que la resta respecta i admira la cultura tradicional.
És un dels països industrialitzats on encara es manté la pena de mort. De fet, s'ha reviscut l'aplicació de la pena capital en Japó i el 2007 es van penjar a 9 homes.

### Gastronomia
La gastronomia del Japó com a cuina nacional ha evolucionat al llarg dels segles a causa de molts canvis polítics i socials. A l'Edat Antiga la majoria de la cuina estava influenciada per la cultura xinesa. No obstant va canviar amb l'adveniment de l'Edat Mitjana, el qual marcà el començament d'un abandonament de l'elitisme amb la normativa del shogunat. A principis de l'Edat Moderna van ocórrer grans canvis, entre els més importants la introducció de la cultura occidental.
El terme modern "menjar japonès" (日本料理, Nihon ryōri) o washoku (和食, washoku) es refereix al menjar d'estil tradicional, semblant al que existia abans del final de l'aïllament nacional de 1868. En un sentit més ampli de la paraula, també es poden incloure aquells aliments on els seus ingredient o maneres de cuinar han estat introduïts des de l'estranger però desenvolupats pels japonesos. El menjà japonès és conegut pel seu èmfasi en l'estacionalitat dels aliments (旬, Shun), qualitat i presentació dels seus ingredients.
Hi ha moltes opinions sobre què és fonamental en la cuina japonesa. Molts pensen que el sushi o els menjars elegants estilitzats de format kaiseki es van originar com a part de la cerimònia japonesa del te. Molts japonesos, però, pensen en el menjar quotidià de la gent japonesa - en especial la que va existir abans del final de l'Era Meiji (1868 - 1912) o abans de la Segona Guerra Mundial. Pocs japonesos urbans moderns coneixen la seva gastronomia tradicional.

### Ciència i tecnologia

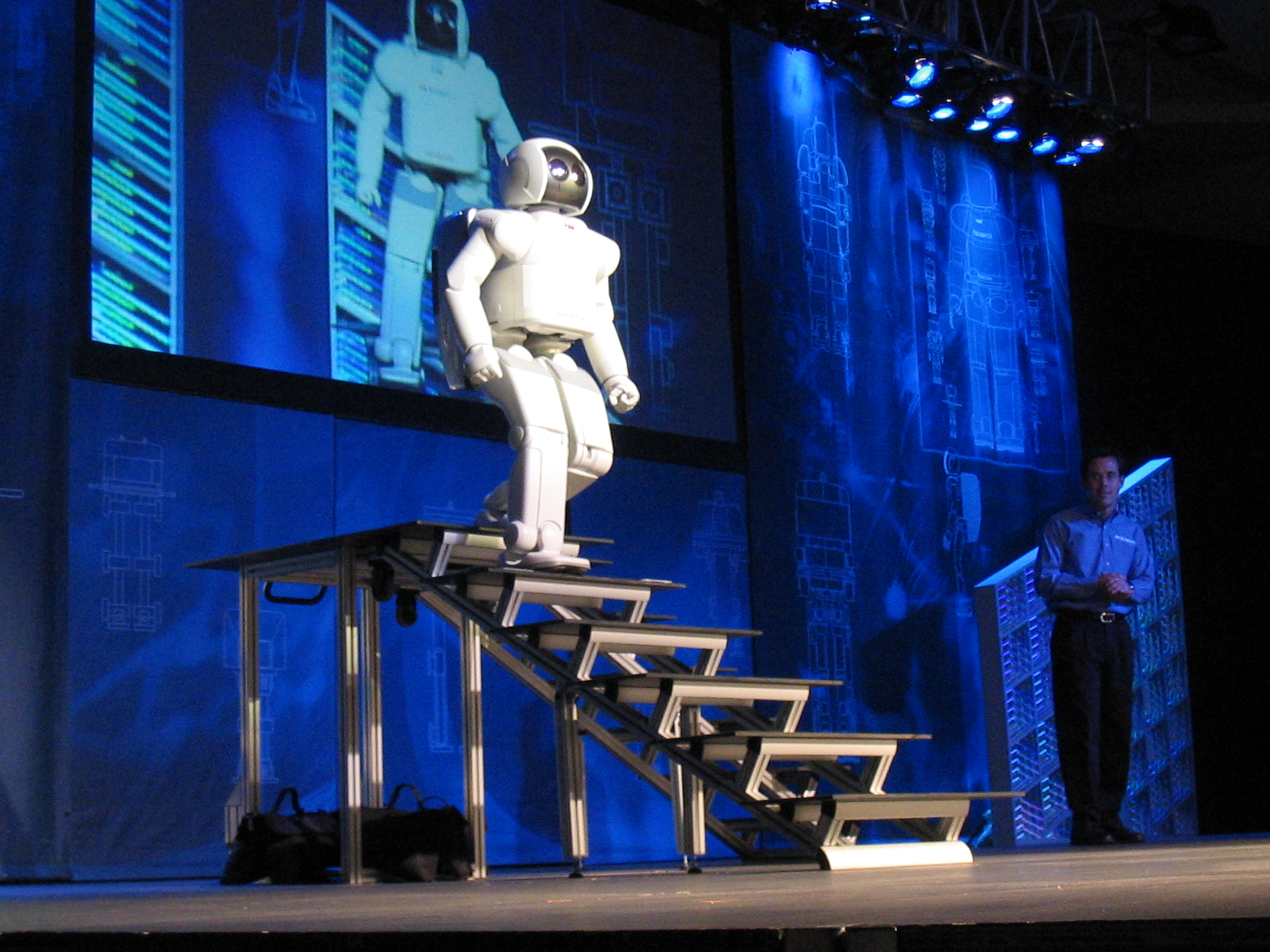
Robot humanoide ASIMO de l'empresa Honda.

El Japó és una de les principals potències en l'àmbit de la recerca científica, en particular: la tecnologia, la maquinària i la investigació biomèdica. En tot el país hi ha aproximadament 700.000 investigadors que treballen amb un pressupost de 89,7 mil milions d'euros, el tercer més gran del món. Algunes de les aportacions tecnològiques més importants es troben en els camps de: l'electrònica, l'automobilisme, la maquinària, l'enginyeria antisísmica, la robòtica, l'òptica, els productes químics, els semiconductors i els metalls. El Japó és líder mundial en la producció i l'ús de la robòtica, té poc menys de la meitat dels robots industrials per la fabricació del tot el món. També és el país que va inventar els robots QRIO, ASIMO i AIBO. També és el major productor mundial d'automòbils i compta amb sis de les quinze cases d'automobilisme més importants i set de les vint companyies líders en venta de semiconductors.

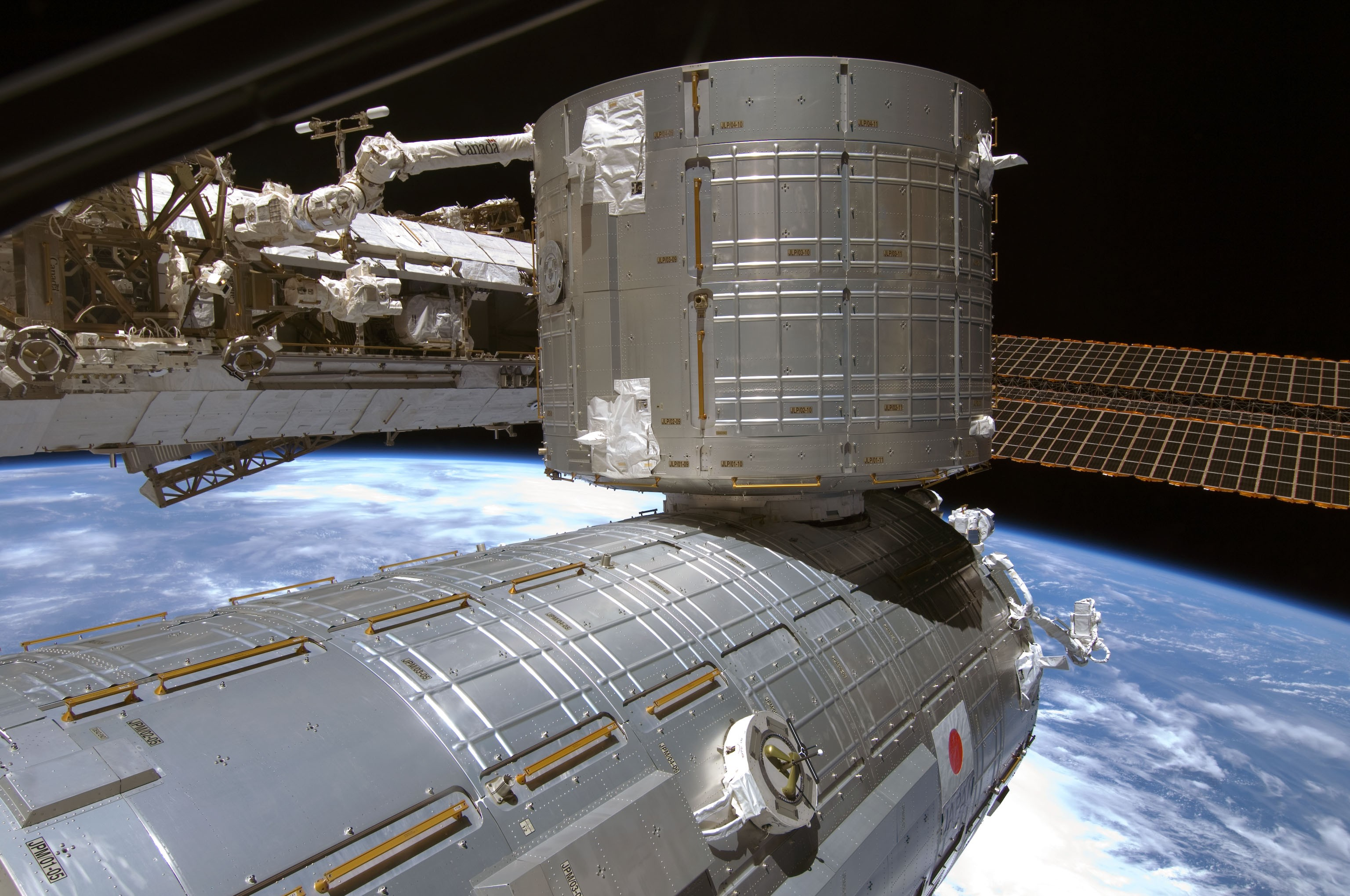
Modul d'experimentació japonès JAXA.

L'Agència Espacial Japonesa (JAXA) porta a terme la recerca planetària i espacial, tant la recerca de nous avions com el desenvolupament de coets i satèl·lits. És un dels participants en l'Estació Espacial Internacional i el mòdul d'experimentació japonès (Kibo) es va afegir a l'Estació Espacial Internacional durant l'assemblea els vols del transbordador espacial en 2008. Té plans en l'exploració espacial, hi ho demostra amb els plans de llançament del Venus Climate Orbiter (PLANET-C) per l'exploració de Venus el 2010, el desenvolupament de la BepiColombo per l'exploració de Mercuri llançat el 2013 i la construcció d'una base lunar el 2030. El 14 de setembre de 2007, es va llançar a l'òrbita lunar la SELENE (Selenological and Engineering Explorer) en un H--IIA (Model H2A2022), coet portat del Centre Espacial de Tanegashima. La SELENE també és coneguda com a Kaguya, la princesa de la Lluna de la mitologia japonesa. La seva missió és la recollida de dades sobre l'origen i evolució de la Lluna. Va entrà en òrbita lunar el 4 d'octubre, i vola aproximadament al 100km de la superfície del satèl·lit.

## Història
Els primers senyals d'ocupació de l'arxipèlag japonès daten de la cultura del Paleolític japonès al voltant del 30.000 aC, seguida del període Jomon (del segle XIV aC al IV aC), una cultura de transició del Mesolític al Neolític de caçadors semisedentaris que desenvoluparen una forma rudimentària d'agricultura.
La cultura Iaioi, començà al voltant del segle III aC, la qual introduí noves pràctiques, com ara l'agricultura d'arròs humit, l'ús de ferramentes de bronze i ferro, i la creació d'un nou estil de terrisseria, portada pels immigrants de Xina i de Corea. Amb el desenvolupament de la cultura Iaioi, una societat agrícola es desenvolupà al Japó. El Japó aparegué per primera vegada en la història escrita en el Llibre de Han de la Xina. Segons els Registres dels Tres regnes de Corea, el regne més poderós de l'arxipèlag durant el segle III fou el Yamataikoku

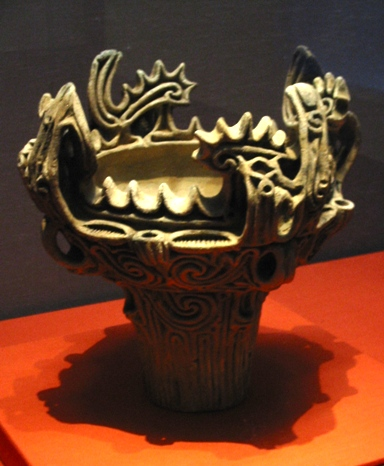
Un atuell de la cultura Jomon

El budisme arribà al Japó de Baekje, a la península de Corea, però el desenvolupament del budisme japonès i les escultures budistes foren influïdes principalment per la Xina. Malgrat la resistència inicial, el budisme fou promogut per la classe governant i amb el temps guanyà una acceptació creixent, començant amb el període Asuka.
En el període Maha, del segle VIII, sorgí el primer Estat central japonès, el govern del qual es trobava en una cort imperial a la ciutat de Heijo, avui en dia Nara. A més de l'adopció de les pràctiques administratives xineses, el període Nara es caracteritzà pel naixement d'una literatura escrita, amb obres com ara les cròniques massives de Kojiki 712 i Nihon Shoki 720.
El 784, l'emperador Kammu traslladà la capital de Nara a Nagaoka per un període de deu anys, i finalment la mogué a Heian, que en l'actualitat és la ciutat de Kyoto, el 794, la qual romangué com a seu de l'emperador per més d'un mil·lenni. Aquest esdeveniment marcà l'inici del període Heian, durant el qual hi emergí una cultura japonesa autòctona, reconeguda històricament pel seu art, la seva poesia i la seva literatura. El Conte de Genji de Murasaki Shikibu i la lletra de l'himne del Japó modern, foren escrits en aquella època.
L'era feudal japonesa es caracteritzà pel naixement d'una classe governant de guerrers, els samurai. El 1185, després de la derrota del clan rival de Taira, Minamoto no Yoritomo fou designat "shogun" i establí la seva base de poder a Kamakura. Després de la seua mort, el clan de Hojo governà, com a regents del shoguns. El budisme zen fou introduït de Xina durant el període de Kamakura (1185 al 1333) i es convertí en la religió de la classe dels samurai. El shogunat de Kamakura aconseguí repel·lir les invasions mongoles de 1274 i 1281, amb el suport d'una tempesta que els japonesos interpretaren com el "kamikaze" o vent diví. El shogunat de Kamakura fou destituït per l'emperador Go-Daigo, que seria derrotat per Ashikaga Takajuki el 1336. El shogunat d'Ashikaga no pogué controlar els senyors-guerres o daimyo, la qual cosa produí una guerra civil, coneguda com la Guerra d'Onin) el 1467 i marcà l'inici del període Sengoku.
Durant el segle XVI, els mercaders i els missioners jesuïtes de Portugal arribaren al Japó per primera vegada, iniciant un intercanvi comercial i cultural actiu entre el Japó i l'Oest. En el mateix segle, Oda Nobunaga conquerí d'altres daimyo en fer ús de la tecnologia europea de les armes de foc, tot i que no assolí la unificació de la nació, en ser assassinat el 1582. Toyotomi Hideyoshi succeí Nobunaga i unificà la nació el 1590. Hideyoshi envaí Corea dues vegades, però després de diverses derrotes japoneses en mans dels coreans i de les forces xineses, les tropes japoneses se'n retiraren el 1598.

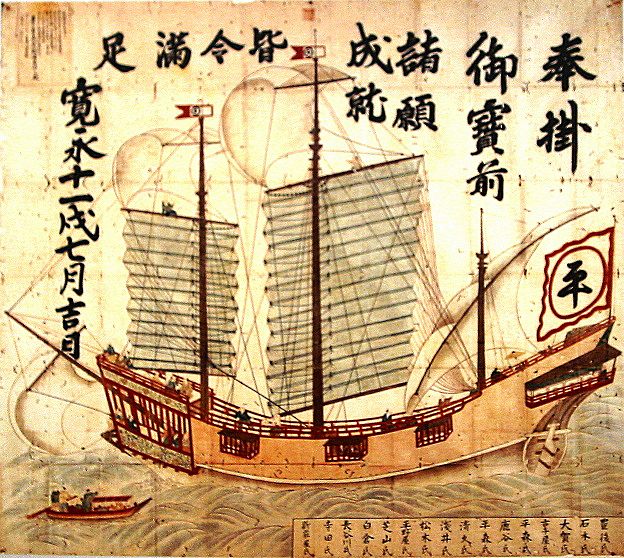
Un dels vaixells de comerç del Japó de 1634

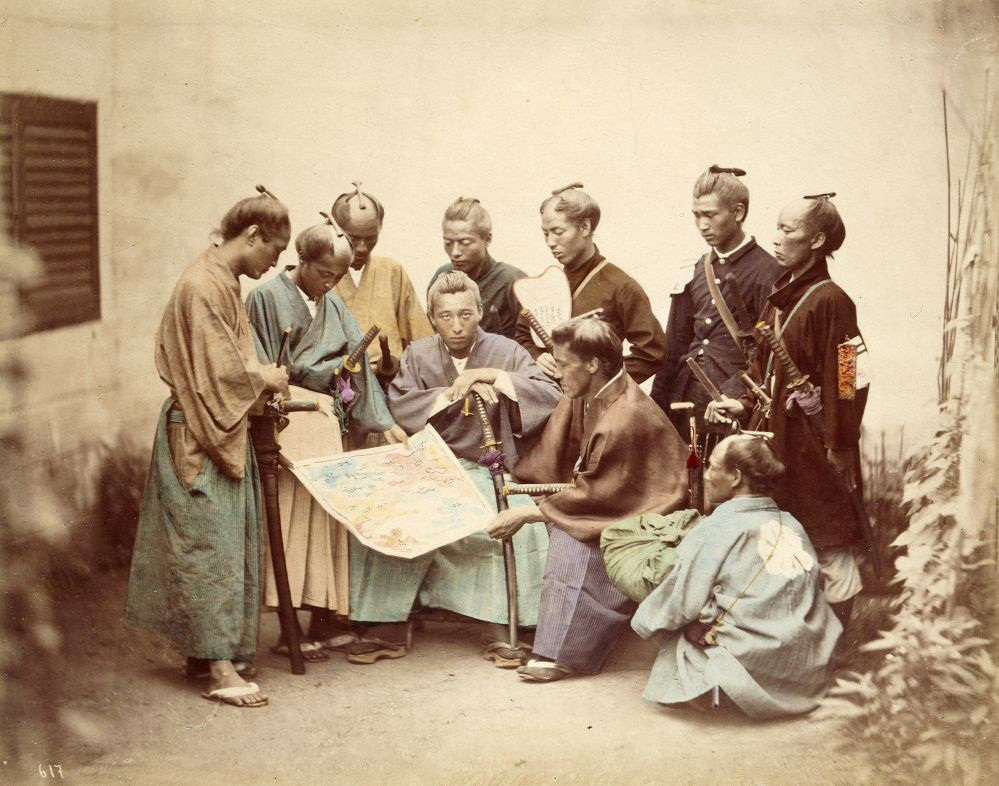
Un samurai del clan de Satsuma durant la Guerra de Boshin, circa 1867

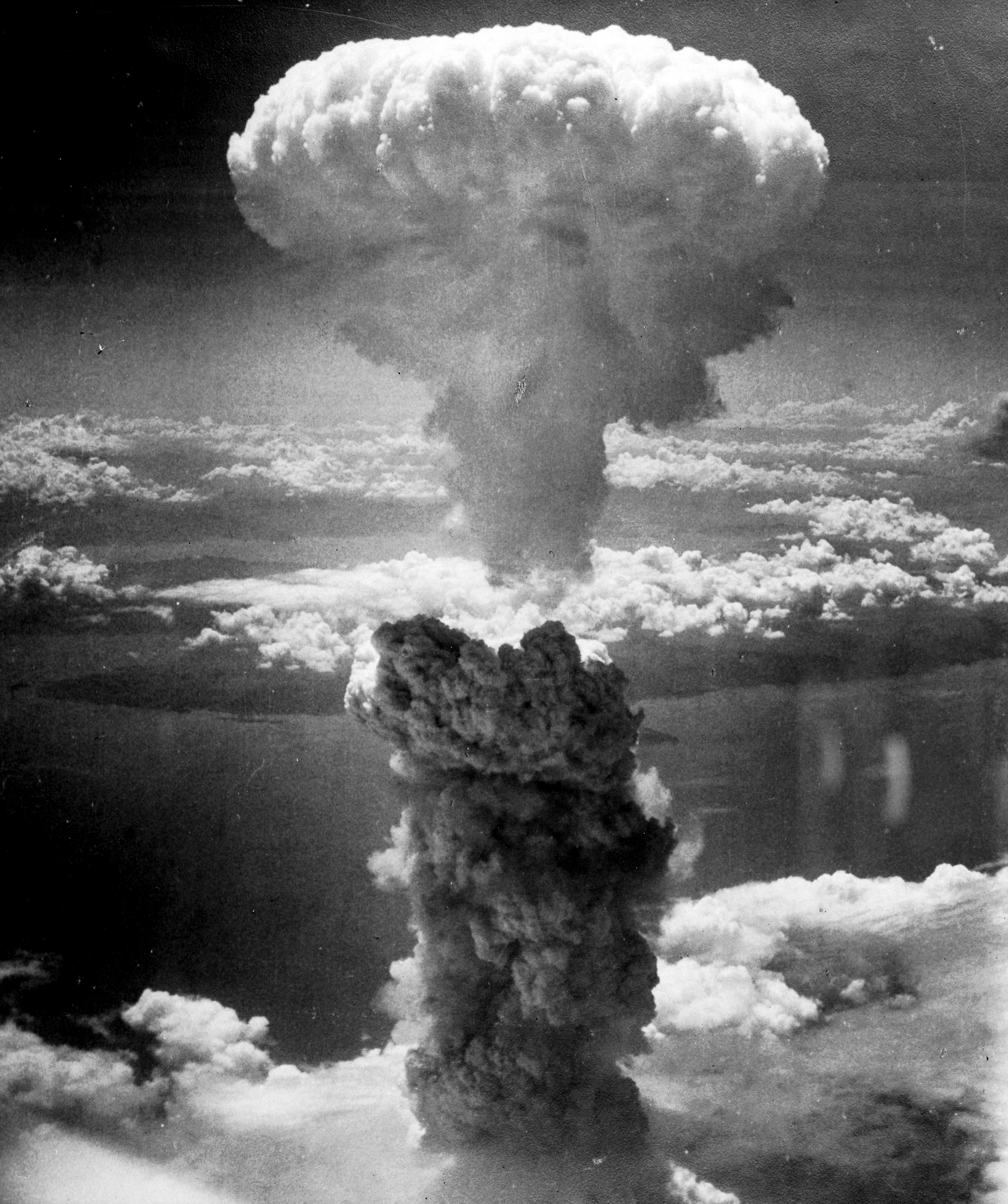
El bombardeig atòmic de Nagasaki el 1945

Després de la mort de Hideyoshi, Tokugawa Ieyasu utilitzà la seva posició com a regent del fill de Hideyoshi, Toyotomi Hideyori per guanyar suport polític i militar. Quan començà la guerra, derrotà els clans rivals en la Batalla de Sekigahara el 1600. Ieyasu fou designat shogun el 1603 i establí el shogunat de Tokugawa a Edo (l'actual ciutat de Tòquio). El shognuat adoptà una diversitat de polítiques per a controlar els daimyo autònoms. El 1639, el shogunat adoptà la política d'aïllament, sakoku (país tancat) que duraria dos segles i mig, un període que es coneix com el període d'Edo. L'estudi de les ciències occidentals, conegut com el rangaku, continuà per mitjà dels contactes amb l'enclavament neerlandés a Dejima, Nagasaki. Durant el període d'Edo també nasqué el kokugaku, els "estudis nacionals", l'estudi del Japó pels japonesos mateixos.
El 31 de març, 1854, Matthew C. Perry i els "Vaixells Negres" de la Marina dels Estats Units, forçaren l'obertura del Japó amb el món en la Convenció de Kanagawa. Diversos tractats similars subsegüents amb els països occidentals durant el període de Bakamatsu portaren crisis econòmiques i militars. L'abundància de prerrogatives i la renúncia del shogunat dugueren a la Guerra de Boshin i l'establiment d'un estat centralitzat unitari sota el nom de l'emperador (la restauració de Meiji). Amb la creació d'institucions de govern, judicials i militars a l'estil occidental, el Gabinet del Japó organitzà el Primer Concili Secret del Japó, introduí la Constitució de Meiji i reuní la primera Dieta Imperial. La restauració de Meiji transformà l'Imperi del Japó en una potència mundial industrialitzada que entrà en conflicte amb altres nacions per a estendre la seua àrea d'influència. Després de les victòries de la Primera guerra sinojaponesa (1894 a 1895) i la Guerra russojaponesa (1904 a 1905), el Japó guanyà el control de Taiwan, Corea i el sud de Sakhalin.
Durant el començament del segle xx, el breu període democràtic de Taisho fou succeït pel període d'expansionisme i militarització japonesa. La Primera Guerra Mundial permetí al Japó, que s'alià al costat victoriós, a expandir la seva influència i els seus territoris. Ocupà la Manxúria el 1931, la qual fou condemnada internacionalment. El Japó renuncià a la Lliga de Nacions dos anys després. El 1936, el Japó va signar el Pacte Antikomintern, amb l'Alemanya nazi, aliant-se a l'Eix el 1941.
El 1937, el Japó envaí altres àrees de Xina, precipitant la Segona guerra sinojaponesa (1937 al 1945), després de la qual els Estats Units aprovaren un embargament de petroli contra el Japó. El 7 de desembre, 1941, el Japó atacà les bases navals estatunidenques de Pearl Harbor i declarà la guerra als Estats Units, el Regne Unit i els Països Baixos, esdeveniment que portà els Estats Units a la Segona Guerra Mundial. El terme anglès Jap, abreviació de japonès, va passar a ser despectiu i encara ho és actualment en molts llocs. Després dels bombardejos atòmics de Nagasaki i Hiroshima el 1945, i l'Operació Tempeste d'Agost de la Unió Soviètica, el Japó es rendí incondicionalment el 15 d'agost. La guerra costà milions de vides japoneses i la destrucció de la major part de la seva infraestructura i indústria. El Tribunal Militar Internacional per a l'Orient Extrem fou creat pels Aliats el 3 de maig, 1946, per a jutjar els crims de guerra japonesos, com ara la Massacre de Nanking.
El 1947, el Japó adoptà una nova constitució pacifista emfatitzant les pràctiques de la democràcia liberal. L'ocupació dels Aliats acabà amb el Tractat de San Francisco el 1952 i el Japó rebé un seient a les Nacions Unides que conserva des de 1956. No obstant Okinawa fou ocupada fins al 1972, i actualment l'exèrcit nord-americà manté diverses bases en aquesta illa. El 17 de gener de 1995 el terratrèmol de Kobe causà la mort de 6,433 persones. Durant març del mateix any la secta Aum Shinrikyō (オウム真理教, Veritat Suprema) dugué a terme un atac al metro de Tòquio que causà la mort a 12 persones i més de 1.000 ferits. L'octubre de 1998, es condemnà a cadena perpètua el màxim responsable de la secta, i pena capital a un altre dels membres fundadors. Més tard, un nou atac terrorista a l'aeroport de Narita va fer perillar la celebració d'els Jocs Olímpics d'hivern de Nagano de 1998. L'autodenominada Associació Revolucionaria de Treballadors no va fer reivindicacions del fet i les competicions es van celebrar tal com estaven previstes el febrer d'aquell mateix any. El Japó després d'aconseguí un creixement econòmic sorprenent fins convertir-se en la segona economia més gran del món amb un creixement mitjà anual del 10% durant quatre dècades. Aquest creixement acabà la dècada de 1990 i el Japó experimentà una greu recessió. Les taxes de creixement positives a principis del segle XXI són senyal d'una recuperació gradual. Entre 2005 i 2006 estava prenent força a la candidatura de Japó per al Consell de Seguretat de l'ONU, però la Xina - un dels seus membres permanents - es nega a aquesta candidatura per qüestions històriques. A banda d'això es planteja que el Japó haurà de canviar la seva constitució de tipus no bel·licista, que va ser una conseqüència de l'ocupació nord-americana que es produí després de la Segona Guerra Mundial, per ser un membre funcional de dit Consell.
L'11 de març del 2011 es va produir un terratrèmol de magnitud 8,9 a l'escala de Richter que va afectar especialment el nord-est de l'arxipèlag, concretament la regió de Tohoku. El seisme, l'epicentre del qual estava situat al Pacífic, a 130 kilòmetres a l'est de Sendai, va originar un tsunami devastador amb ones de fins a 10 m d'altura. A més, com a conseqüència d'això, diversos reactors nuclears de la zona van patir fallides amb fuites radioactives. Tres dies desprès d'aquests fets, el primer ministre japonès Naoto Kan, va fer una crida a la unitat nacional declarant que el país es trobava davant "la pitjor crisi des del final de la II Guerra Mundial".